# Histoire de Madagascar

Madagascar

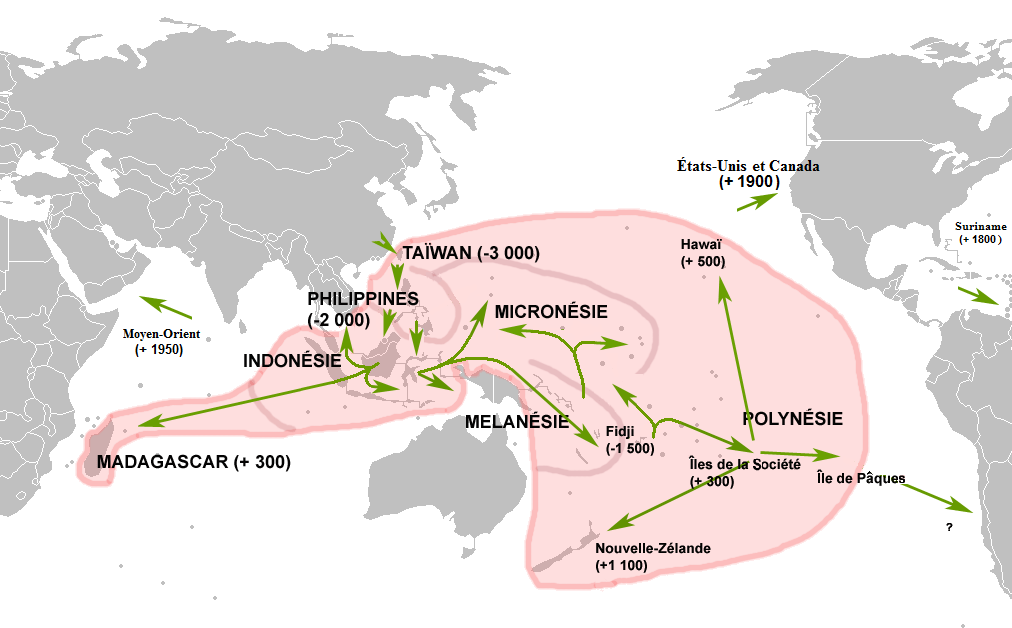
Carte de l'expansion des austronésiens.

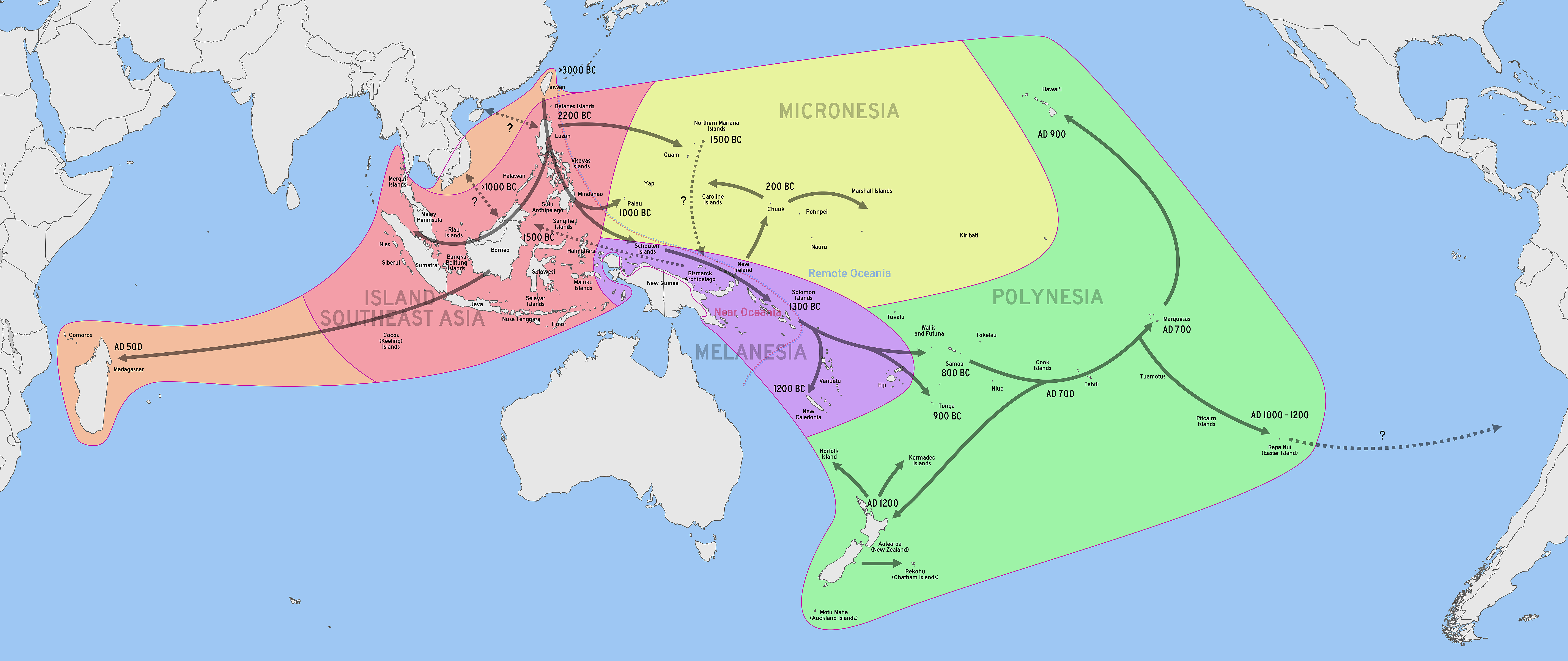
Datation de la dispersion austronésienne.

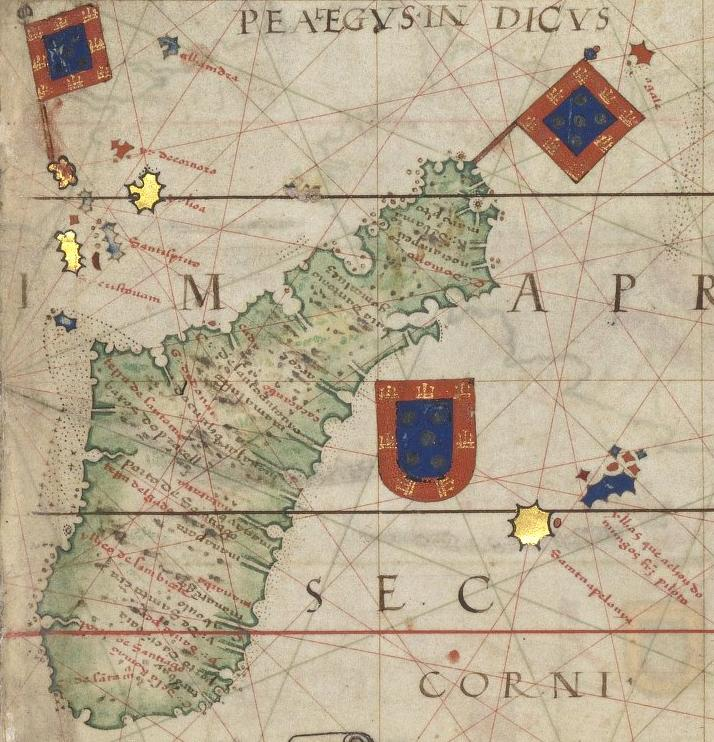
Atlas Miller, 1519.

L’histoire de Madagascar désigne l’histoire humaine de ce pays insulaire situé dans la partie occidentale de l'océan Indien, au sud-est de l'Afrique ; pour l’histoire naturelle, voir « géologie de Madagascar », « flore de Madagascar » et « faune de Madagascar ». L'île de Madagascar fait partie du continent africain et la république malgache est donc membre de l'Union africaine. La population de Madagascar est principalement issue d'apports africains, austronésiens et sémitiques,.

## Origines de la population malgache actuelle
Les découvertes archéologiques permettent d'envisager une première présence de l'espèce humaine à Madagascar il y a environ 8 000 ans. Compte tenu de l'histoire du peuplement africain, il est possible que ces premières populations aient été apparentées aux actuels Khoïsan mais du point de vue génétique et linguistique, rien ne prouve qu'elles se soient maintenues et qu'elles aient contribué au peuplement ultérieur de l'île,,,,.
En revanche, les études génétiques, linguistiques et historiques indiquent de manière concordante qu'une partie du peuplement malgache est d'origine austronésienne, (îles de la Sonde) et une autre partie d'origine africaine.
Linguistiquement, le lexique du malgache est composé de 90 % de vocabulaire austronésien. La langue malgache est issue du proto-austronésien, appartenant à la branche proto-malayo-polynésienne (proto-MP) et à la sous-branche proto-Sud-Est barito (proto-SEB) qui partage ces mêmes bases anciennes communes avec les langues dayak actuelles du groupe barito de Bornéo Sud telles que le ma'anyan, dusun deyah, dusun malang, dusun witu et paku actuels,,.
Une partie du fonds culturel malgache est de type austronésien : coutumes anciennes (comme celle d'ensevelir les défunts dans une pirogue que l'on coule dans la mer ou dans un lac), agriculture sur brûlis (culture du taro-saonjo, de la banane, de la noix de coco et de la canne à sucre), architecture traditionnelle en matériaux végétaux, maisons à base carrée ou rectangulaire sur pilotis), musique (instruments comme la conque marine antsiva, le tambour de cérémonie hazolahy, le xylophone atranatrana, la flûte sodina ou encore la valiha) et danse (notamment la « danse des oiseaux » que l'on retrouve à la fois au centre et dans le Sud).
Selon les études génétiques récentes, « les populations Malgaches montrent un mélange génétique d'environ 68% d'ascendance Africaine et 32% d'ascendance Asiatique »,. Toutefois les origines exactes des apports sont encore floues. Un « motif polynésien » (ADN mitochondrial/haplogroupe B/sous-groupe B4a1a1a2) commun et unique au monde a été décelé au sein de différentes ethnies malgaches distantes géographiquement et endogames historiquement tels que les Vezo et les Andriana Merina (cette altération du « motif polynésien » d'origine, commune et propre aux Malgaches, a été baptisée « motif malgache » par les chercheurs en génétique).
Sur le plan morphologique les apports du Sud-Est asiatique pourraient être à l'origine des caractéristiques xanthodermes communes à la majorité de la population de l'île, décrite en 1940 par le professeur Nirinjanahary, et du pli épicanthique de la paupière supérieure qui « bride » les yeux de nombreux Malgaches des côtes ou des hauts plateaux, et dont la peau peut être claire, sombre ou cuivrée.

## Protohistoire et peuplement

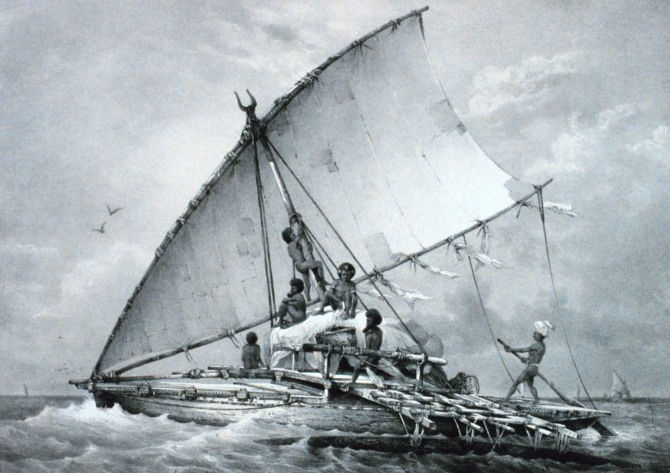
Pirogue à balancier de type perahou, commun chez les Austronésiens, nommée va'a ou waka : les premiers vahoaka ntaolo ou « peuple navigateur » ont probablement utilisé de semblables embarcations pour parvenir jusqu'à Madagascar à la faveur de la mousson australe de l'Océan Indien.

Il existe différentes hypothèses sur la succession des établissements humains historiques dans l'île, et la question reste sujette à débat scientifique, par exemple, si les primo-arrivants sont austronésiens ou africains.
Certaines théories anciennes ont été influencées par l'idée selon laquelle les populations africaines auraient été incapables de naviguer vers l'île, auquel cas elles seraient arrivées tardivement. Dans ce cas, les populations austronésiennes dont la maîtrise ancienne de la navigation est bien connue (notamment dans le Pacifique) seraient arrivées les premières.
Cependant, on sait aujourd'hui que les populations de la côte africaine orientale avaient également une bonne connaissance de la navigation à des dates anciennes, y compris antérieures à l'arrivée des peuples austronésiens.

### Les Vazimba
Au tout début du peuplement austronésien, appelé « période paléomalgache », les arrivants Vahoaka Ntaolo (du proto-Malayo-Polynésien (PMP) *va-waka = « embarcation », proche du mot malgache vahoaka = « peuple », et Ntaolo du proto-austronésien *tau - ulu - « les hommes premiers », « les anciens », de *tau-hommes et ulu- tête, premier, origine, début) se subdivisèrent, selon leurs stratégies de subsistance, en deux grands groupes : le nom Vazimbas (Vaγimba, de *ba/va-yimba- « ceux de la forêt », de *yimba-"forêt" en proto-barito du Sud-Est, aujourd'hui barimba ou orang rimba en malais) désigna alors ceux qui s'installèrent dans les forêts de l'intérieur et le nom Vezo (de *ba/va/be/ve-jau, « ceux de la côte » en proto-malayo-javanais, aujourd'hui veju en bugis et bejau en malais, bajo en javanais) ceux qui choisirent le littoral.
Le qualificatif Vazimba désignait donc à cette période les Ntaolo chasseurs-cueilleurs austronésiens, qui décidèrent de s'établir dans la forêt, notamment dans les forêts des hauts plateaux centraux de la grande île et celles de la côte Est et Sud-Est, tandis que les Vezo étaient les Ntaolo pêcheurs qui restèrent sur les côtes de l'Ouest et du Sud (probablement les côtes du premier débarquement).
Les anciennes traditions orales malgaches relatent que les Vazimbas chasseurs-cueilleurs seraient les premiers habitants de l'île. Le mot austronésien vazimba désignant les « habitants de la forêt » d'une manière générale (y compris les Austronésiens eux-mêmes) il n'est pas à exclure que d'autres humains vazimba aborigènes aient habité dans les forêts de Madagascar avant l'arrivée des vazimba austronésiens, ce qui pourrait expliquer le mythe des « vazimba nains » que les vahoaka ntaolo austronésiens auraient rencontrés et assimilés (ou peut-être décimés) à leur arrivée au Ier millénaire avant notre ère. Les hypothèses ont foisonné à ce sujet : descendants de premiers habitants préhistoriques de type khoïsan ou mélanodermes insulaires de petite taille, aucune n'a pu être confirmée par la phénologie, la génétique ou l'ethnologie comparées, et par ailleurs, le mythe des « vazimba nains » a aussi pu être amené par les Austronésiens à partir des îles de la Sonde d'où ils sont venus, et où des populations de type « négrito » (orang asli en malais) ont effectivement existé. Du point de vue des phénotypes, si les populations des hautes terres (Merina, Betsileo, Bezanozano, Sihanaka), plus endogames, présentent des phénotypes majoritairement austronésiens (mongoloides sondadontes), on remarque aussi parfois les phénotypes australoïde et negrito partout à Madagascar (différents du phénotype est-africain bantou et caractérisés par de petites tailles) mais rien ne prouve qu'ils soient aborigènes car ils existent aussi en Insulinde,,,,.

### LesVahoaka Ntaolo

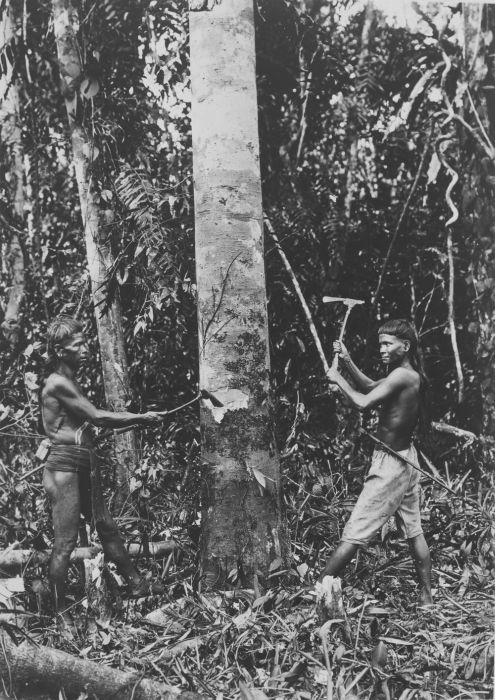
Ancienne langue austronésienne, le barito oriental regroupe le malgache et des langues des Dayaks du bord du fleuve Barito à Bornéo (Kalimantan du Sud) : ma'anyan, dusun deyah, dusun malang, dusun witu et paku) (photo Wikicommons : Dayak de Borneo).

Arrivés probablement sur la côte Ouest ou Nord-Ouest de Madagascar en pirogue à balancier (waka) il y a 2 000 ans — selon les archéologues. —, ces pionniers austronésiens sont appelés par tradition orale malgache : Vahoaka-Ntaolo soit « ceux des bateaux » ou « peuple navigateur », terme signifiant simplement aujourd'hui le « peuple » en malgache.
Concernant la raison de la venue des austronésiens, l'histoire de l'océan Indien du début du premier millénaire de notre ère est encore très mal connue. On peut seulement supposer que l'île de Madagascar jouait un rôle important dans le commerce, notamment celui des épices et du bois rare, entre l'Asie du Sud-Est et le Moyen-Orient, directement ou via les côtes africaines.

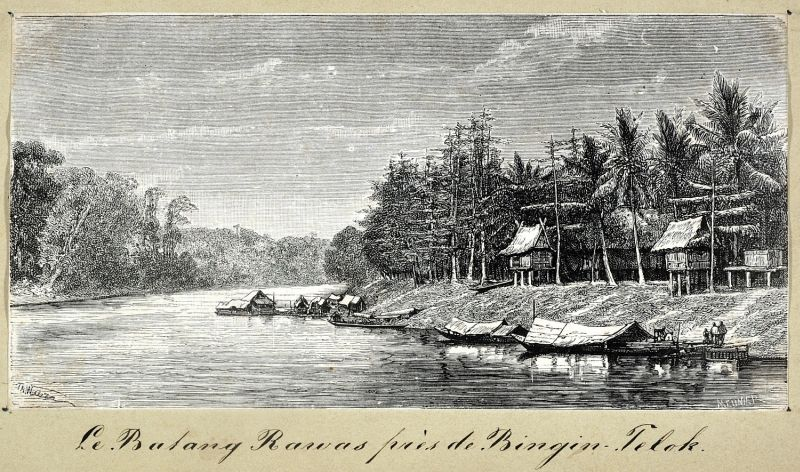
Village austronésien avec levu sur pilotis (de *levu-« maisons » en proto-austronésien qui a donné en malgache an-devu - « à la maison ») : tous les villages des ntaolo, vazimba et vezo, étaient probablement similaires au premier millénaire. On retrouve d'ailleurs encore ce modèle aujourd'hui sur toutes les côtes de la grande île et dans les zones intérieures reculées (forêts)

### Les immigrations de la fin du premier millénaire et du début du second (de -700 à 1500)
Dès le milieu du premier millénaire jusqu'à 1500 environ, les Vazimba de l'intérieur autant que les Vezo des côtes accueillirent de nouveaux clans immigrants, connus en malgache par les noms d'origine austronésienne Vahiny ou Vazahas (*va-hiny "les visiteurs", *va-zaha-"ceux qui visitent/cherchent") : moyen-orientaux (Persans Shirazis, Arabes Sabatéens ou Omanais, Juifs mizrahim), est-africains (Bantous) et orientaux (Indiens Gujaratis ou Mahalayams, Javanais, Bugis et autres Malais) qui s'intégrèrent et s'acculturèrent aux sociétés Vézo et Vazimba.

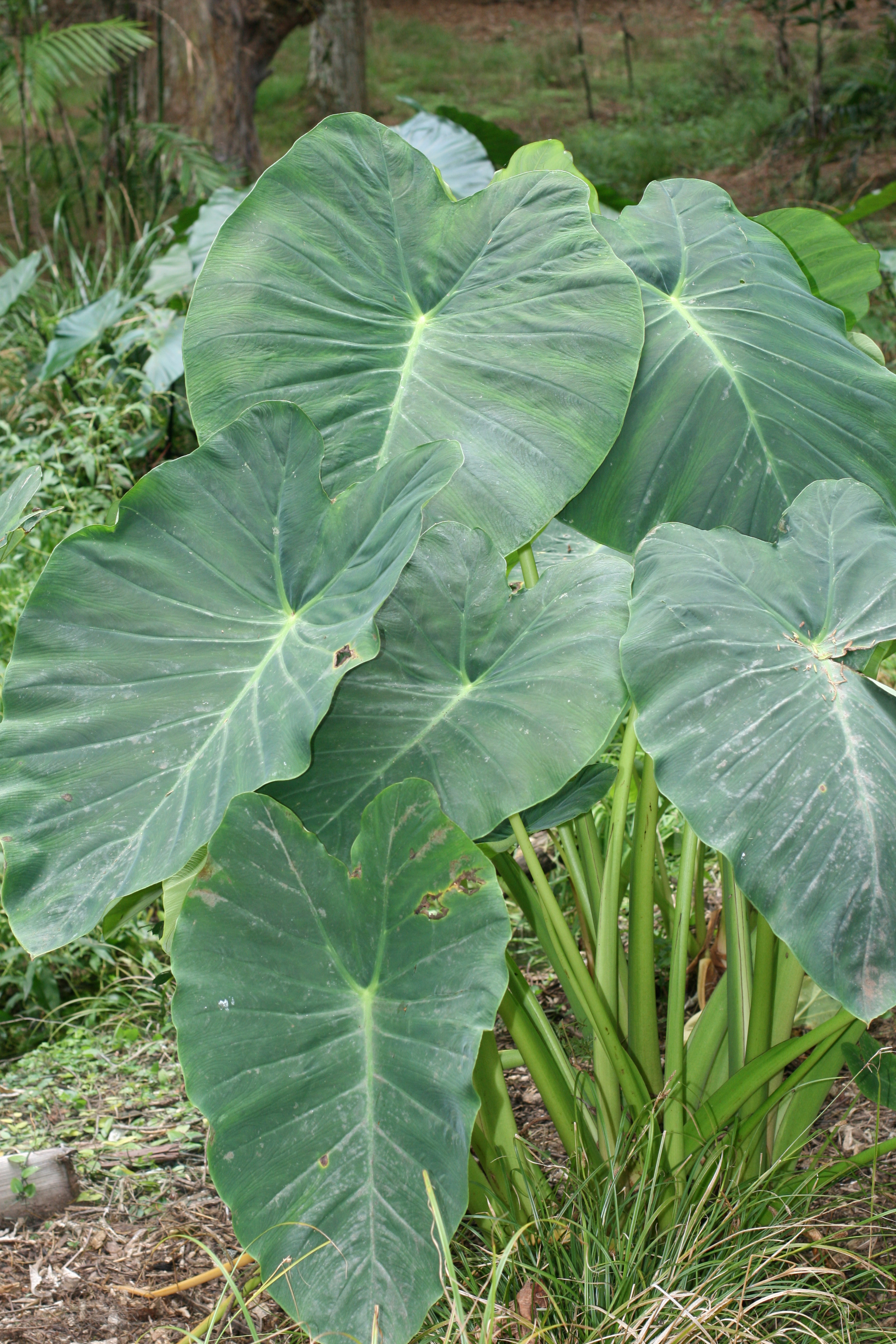
Le taro (saonjo) qui est, selon un très vieux proverbe malgache, « l'aîné du riz » (Ny saonjo zokin'ny vary), constitue la base alimentaire de tous les Austronésiens, notamment des anciens Ntaolo, Vazimba et Vezo

Le commerce des esclaves par les Malayo-javanais, les Perses Shirazi et les Arabes Omanais à la fin du premier millénaire fut probablement une des causes de ces nouvelles immigrations, les marchands esclavagistes s'installant à proximité de leurs sources d'approvisionnement malgaches. On trouve en effet, d'une part, mention de la présence d'esclaves africains (zenj ou zandj) offerts par des Javanais à la cour de Chine au début du IXe siècle, et de l'autre, Madagascar même commença à connaître une africanisation de sa population. Cette présence africaine dans l'île ne semble cependant devenir massive qu'à partir du IXe siècle, sous la pression du commerce musulman arabo-perse.

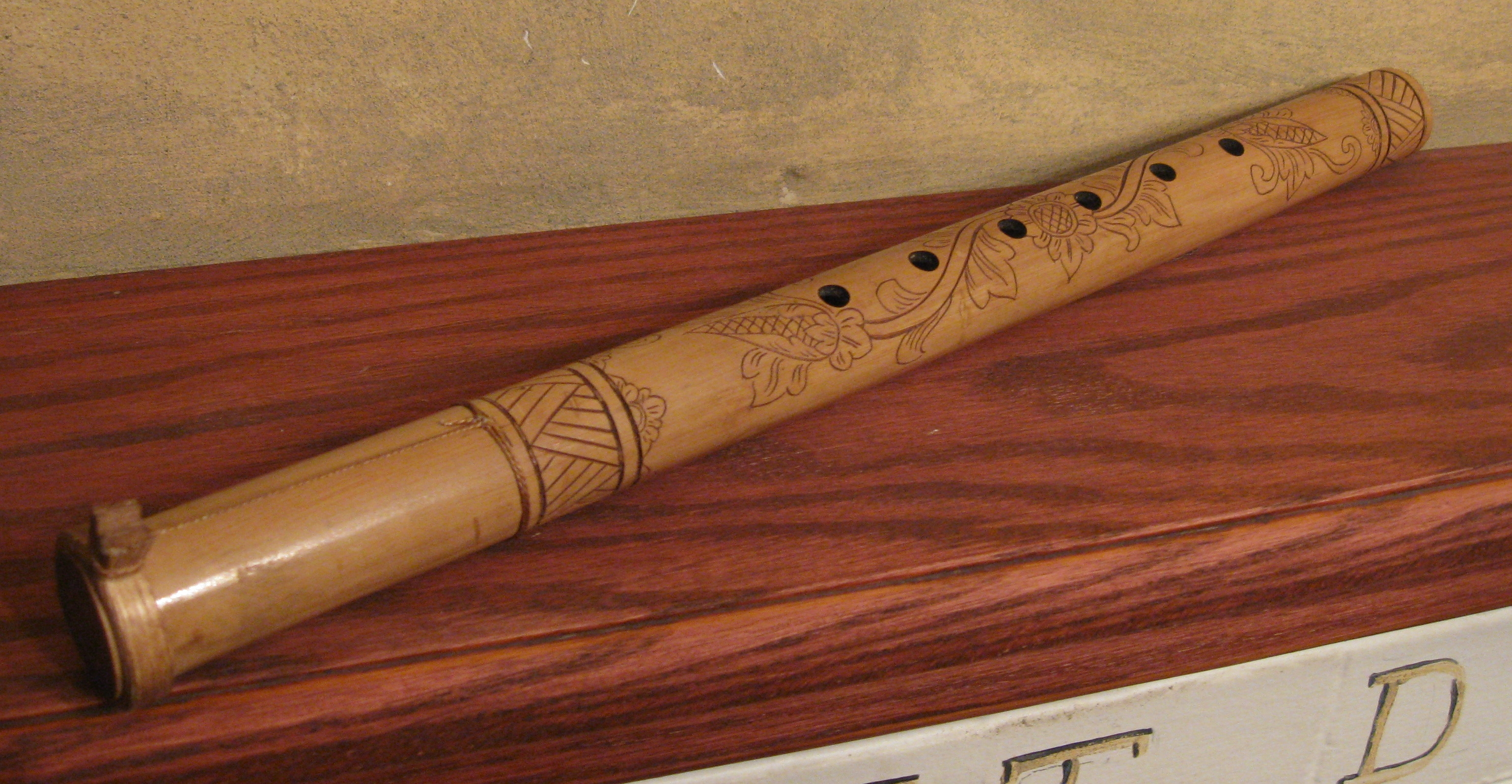
La flûte suling indonésienne, cousine de la sodina.

Avec l'arrivée de l'islam, en effet, les commerçants perses et arabes supplantent rapidement les Indonésiens des côtes africaines et étendent par la suite leur contrôle sur les îles Comores et certaines parties des côtes nord de Madagascar. Parallèlement, sous la concurrence conjointe des nouvelles puissances maritimes chinoises (Song) et sud-indiennes (Chola), les thalassocraties indonésiennes connaissent un déclin rapide, même si les Portugais trouvent encore des marins javanais à Madagascar lorsqu'ils y abordent au XVIe siècle.

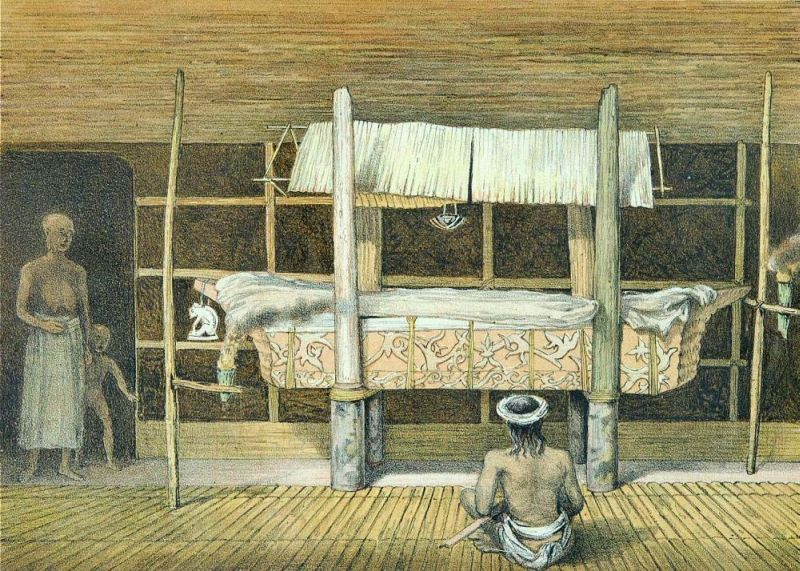
Pirogue-sarcophage dayak d'Indonésie : une sépulture qui rappelle les traditions orales malgaches témoignant que les anciens Vezo et Vazimba ensevelissaient leurs morts dans des pirogues-sarcophages, coulées sous la mer ou sous un lac.

Le brassage avec les pasteurs-agriculteurs est-africains du Moyen Âge (autour de l'an 1000) explique les nombreux superstrats bantus-swahili dans la langue proto-austronésienne (proto-SEB plus précisément) initiale des Vazimbas. Ces superstrats sont notablement présents dans le vocabulaire domestique et agraire (exemples : le bœuf omby du swahili ng'ombe, l'oignon tongolo du bantou tungulu, la marmite malgache nongo de nyungu en swahili).
Les clans néo-austronésiens (Malais, Javanais, Bugis et Orang Laut), quant à eux, sont historiquement et globalement (sans distinction de leur île d'origine) dénommés Hova (de uwa, « homme du peuple, roturier » en vieux bugis). Selon les traditions orales, ils auraient débarqué au Nord et à l'Est de Madagascar. Les emprunts au vieux malais sanskritisé, au vieux javanais sanskritisé et vieux bugi du Moyen Âge dans le fonds de vocabulaire proto-austronésien (proto-SEB) originel, montrent que les premières vagues hova sont arrivées au VIIIe siècle au plus tôt,<ref.
Diplomates, officiers, savants, commerçants ou simples soldats, certains alliés aux marins Orang Laut ou Talaut (Antalaotra en malgache), ces Hova étaient probablement issus des thalassocraties indonésiennes. Leurs chefs, connus sous le nom des diana ou andriana ou raondriana (de (ra)hadyan-"seigneur" en vieux javanais, aujourd'hui raden et qu'on retrouve également encore dans le titre de noblesse andi(an) chez les Bugis), se sont, pour la plupart, alliés aux clans vazimba :
- (1) au Nord Ouest dans la région de l'actuel Ankoala (du malais/de l'indonésien kuala-"estuaire") où les hova Orang Laut (Antalaotra en malgache) avaient probablement établi leur base pour les actions dans l'océan Indien.
- (2) sur la côte Est (Betsimisaraka) où les chefs hova étaient également appelés Filo(ha) be par les clans "néo-Vezo".
- (3) au Sud-Est où les chefs ("diana") des clans hova Zafiraminia et Zafikazimambo alliés aux clans "néo-Vezo" d'alors y fondèrent les royaumes Antaisaka, Antaimoro, Antambahoaka, etc.
- (4) à l'Ouest : la dynastie Maroserana(na) qui fonda le royaume Sakalava est elle-même issue des Zafiraminia de la côte Est.
- (5) au Centre où les alliances répétées des chefs (andriana) des clans hova (Andrianerinerina, Andriantomara et leurs descendants notamment[24]) avec les chefs des clans vazimba (Rafandrana et ses descendants notamment[25]) furent à l'origine du Royaume Merina et Betsileo.

Aujourd'hui, la population de Madagascar peut être considérée comme le produit d'un brassage entre les premiers occupants vahoaka ntaolo austronésiens ('Vazimbas et Vézos') et, ceux arrivés plus tardivement (Hova néo-Austronésiens, Perses, Arabes, Africains et Européens).

## Période féodale (1500c-1895c)

### Royaumes de Madagascar (1500c-1817)
Ces immigrés étaient minoritaires en nombre, cependant leurs apports culturels, politiques et technologiques à l'ancien monde Vazimba et Vezo modifièrent substantiellement leur société et sera à l'origine des grands bouleversements du XVIe qui conduiront à l'époque féodale malgache.
Sur les côtes, l'intégration des nouveaux immigrés orientaux, moyen orientaux, est-africains (Bantus) et européens (Portugais) donnèrent naissance aux grands royaumes Antakarana, Boina, Menabe et Vezo (Côte Ouest), Mahafaly et Tandroy (Sud), Antesaka, Antambahoaka, Antemoro, Antanala, Betsimisaraka (Côte Est).
À l'intérieur des terres, les luttes pour l'hégémonie entre les différents clans néo-Vazimba des hauts plateaux centraux (que les autres clans néo-Vezo des côtes appelaient les Hova) aboutirent à la naissance des grands royaumes Merina, Betsileos, Bezanozano, Sihanaka, Tsimihety et Bara.
La naissance de ces clans, ethnies et royaumes néo-Vezo et néo-Vazimba modifièrent essentiellement la structure politique de l'ancien monde des Ntaolo, mais la grande majorité des autres catégories demeurèrent intactes au sein de ces nouveaux royaumes : la langue commune, les coutumes, les traditions, le sacré, l'économie, l'art des anciens demeurèrent préservées dans leur grande majorité, avec des variations de formes selon les régions.
Parmi les royaumes centraux, les plus importants étaient, au sud, le royaume Betsileos et, au nord, le royaume Merina. Ces derniers sont définitivement unifiés au début du XIXe siècle par Andrianampoinimerina. Radama Ier (régnant de 1810-1828), son fils et successeur ouvre son pays à l’influence européenne exercée principalement par les Britanniques. Grâce à leur soutien, il étend son autorité sur la majeure partie de l’île. C’est ainsi à partir de 1817 que les royaumes centraux (merina, betsileo, bezanozano et sihanaka) unifiés par Radama Ier deviennent pour le monde extérieur le royaume de Madagascar.

### Premières approches de l'île par des Européens (1500-1817)

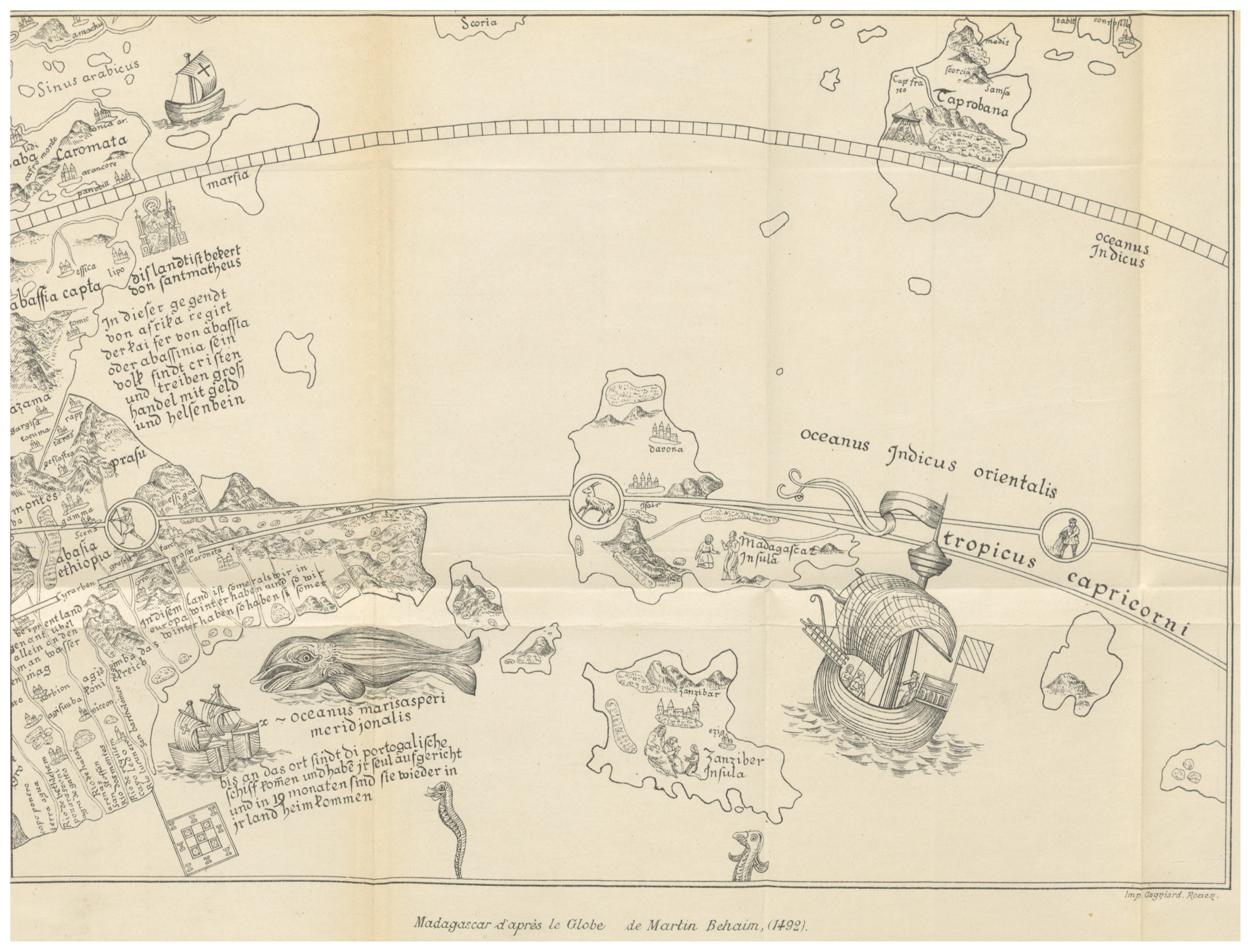
Martin Behaim, carte, 1492.
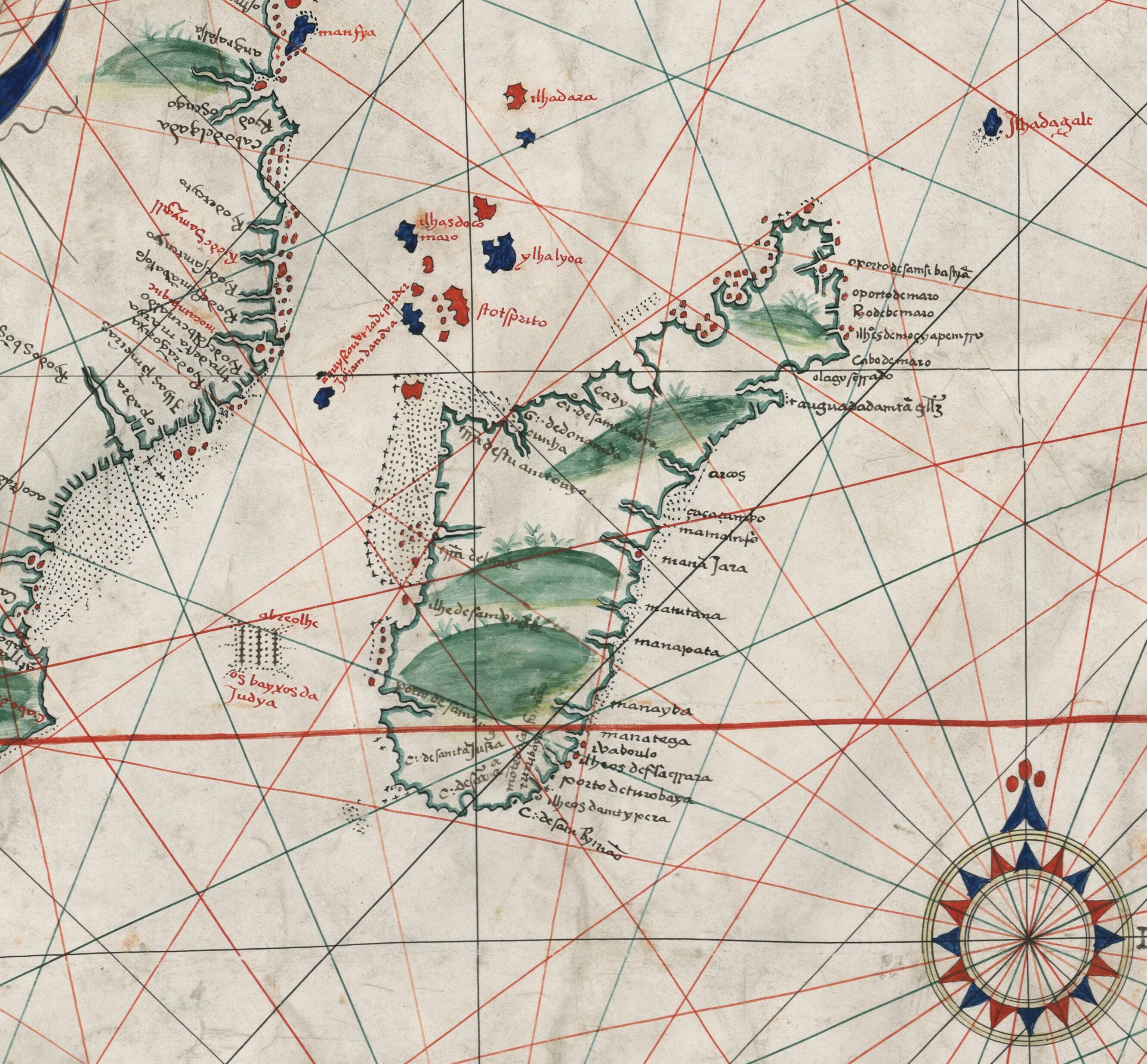
Pedro Reinel, carte, 1517.
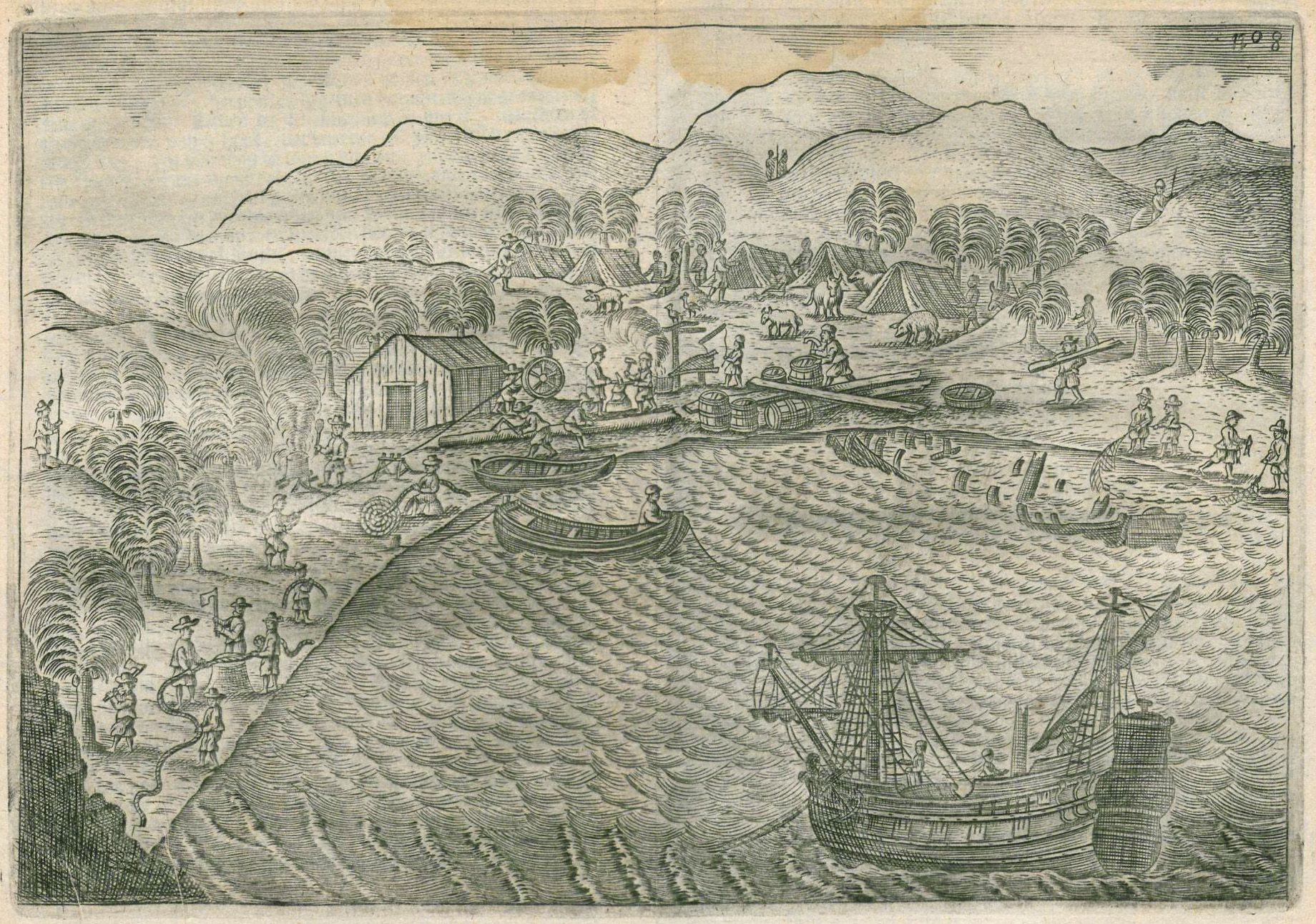
Réparation du bateau Hollandia de Willem Bontekoe, à Madagascar, en 1625, illustration de 1651.
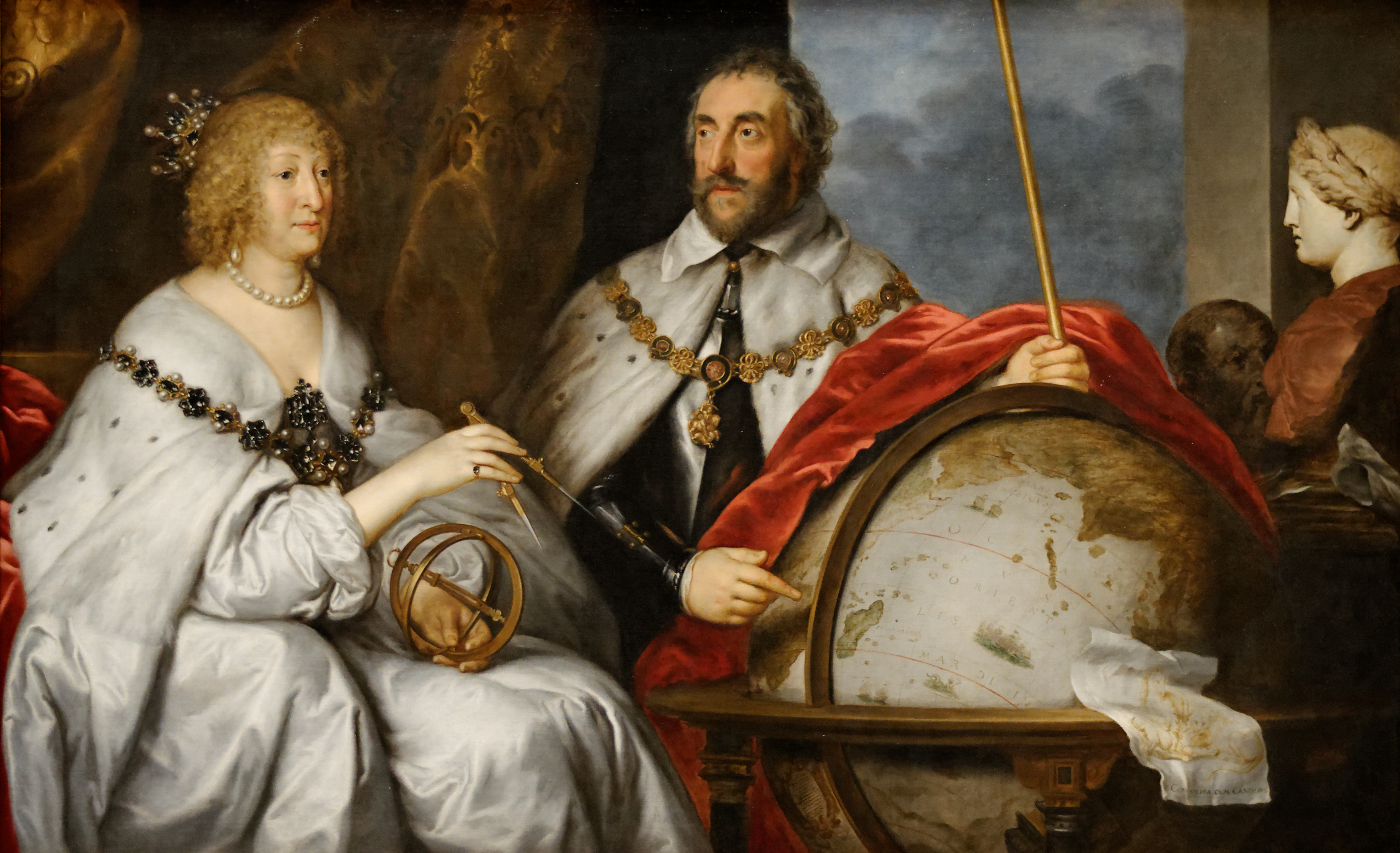
Portrait Madagascar, Antoine van Dyck (c 1639/40). En 1639 Thomas Howard projette de coloniser l'île.
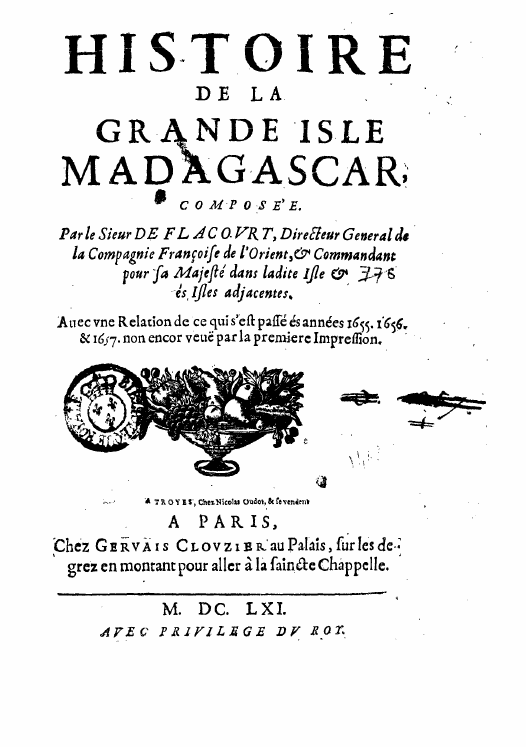
Étienne de Flacourt, Histoire de la grande isle Madagascar (1658).

En 1500, les Portugais sous la conduite de Diogo Dias, sont les premiers Européens qui découvrent l’île, qu'ils appellent l'île São Lourenço. Mais c’est surtout à partir du XVIIe siècle que la présence européenne affecte de manière décisive le destin de l’île par l’introduction massive des armes à feu et le développement de la traite des esclaves. En 1643, les Français y installent la Colonie de Fort-Dauphin. En 1665, Louis XIV tient à faire de Madagascar la base avancée de la Compagnie française des Indes orientales. Il en résulte une augmentation des troubles et la mise en place de royaumes guerriers, fortement liés aux Européens, en particulier des pirates qui s’établissent dans de nombreuses régions. C’est notamment le cas du royaume sakalava, s’étendant sur la majeure partie du littoral occidental de l’île, sous l’égide des rois maroserana, « aux nombreux ports ». Il en fut également de même sur la côte est de la confédération des Betsimisaraka, fondée au début du XVIIIe siècle par Ratsimilaho dont le père était un pirate anglais.
À la fin du XVIIe siècle aurait existé sur l'île pendant 25 ans une colonie libertaire. Cette république fut fondée par le Français Olivier Misson, pétri d'utopies, ex-officier de marine français, mais pirate de son état, et un prêtre défroqué italien, Carracioli, imprégné de mysticisme. Elle avait pour nom Libertalia, et pour devise « Générosité, Reconnaissance, Justice, Fidélité ».
À la fin du XVIIIe siècle, Maurice Beniowski (1746-1786) aurait créé une ville idéale, Fort Auguste, sur le site actuel du village de Valambahoaka (nord-est). Ceci correspond pour partie au mythe de Libertalia.

### Royaume de Madagascar (reconnu à l'international) (1817-1895)
- Liste des monarques Imerinas

En dépit d'un repli d’une vingtaine d’années sous le règne de Ranavalona Ire (1828-1861), l'impulsion donnée par Radama Ier (1793-1828) au royaume de Madagascar poursuit sa transformation tout au long du XIXe siècle.
Radama I - qui écrivait le malgache en alphabet arabe - apprend l'alphabet latin vers 1820 avec David Jones, missionnaire gallois de la London Missionnary Society. Le nouvel alphabet malgache latin de 21 lettres est codifié par leur soin et remplace l'ancien alphabet arabe. La Bible est, en 1830, le premier ouvrage malgache écrit en alphabet latin.
Un embryon d’industrialisation se met également en place à partir de 1835 sous la direction du français Jean Laborde (un ex-mousse rescapé d'un naufrage au large de la côte Est), produisant du savon, de la porcelaine, des outils en métaux, ainsi que des armes à feu (fusils, canons, etc.). En 1864 s’ouvre à Tananarive le premier hôpital moderne et une école de médecine. Deux ans plus tard apparaissent les premiers journaux. Une revue scientifique en anglais (Antananarivo Annual) est même publiée à partir de 1875. En 1894, à la veille de l’établissement du pouvoir colonial, les écoles du royaume, dirigées par les missions majoritairement protestantes, sont fréquentées par plus de 200 000 élèves.

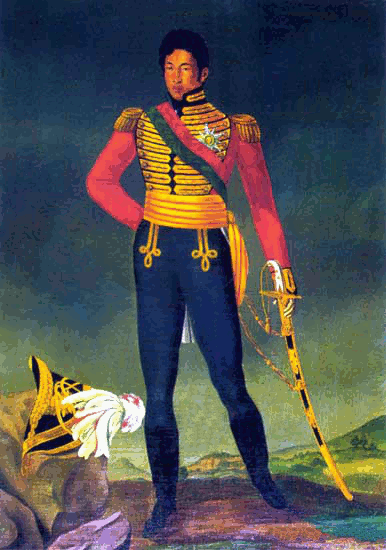
Radama Ier (1793-1828), premier monarque du royaume central unifié de Madagascar
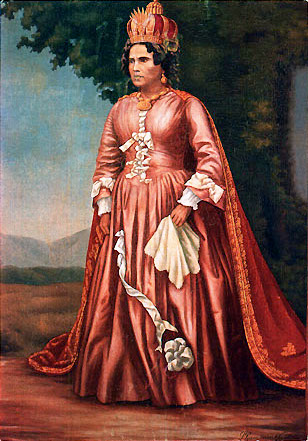
Ranavalona Ire (1788-1861)
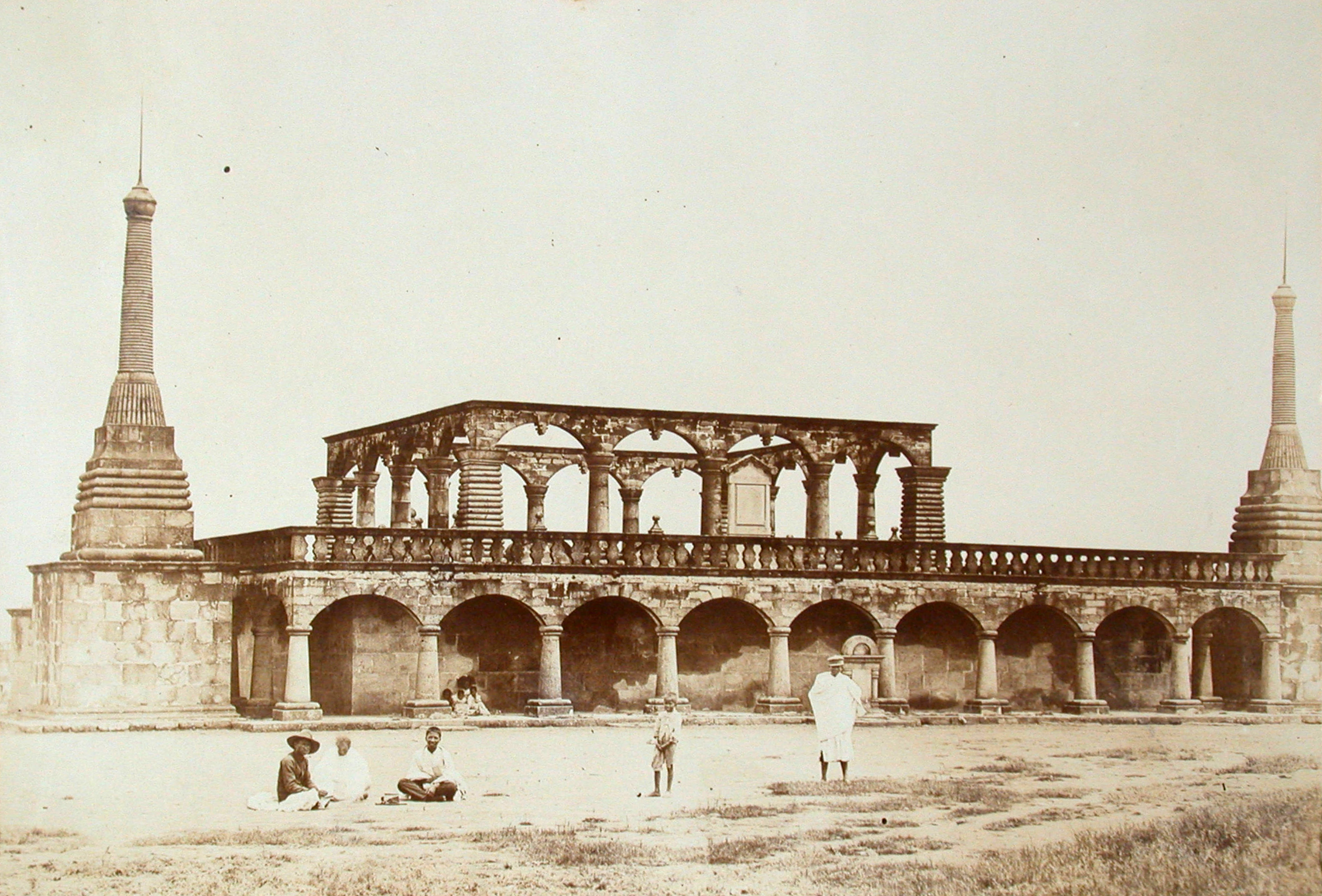
Mausolée de Rainiharo (-1852), PM 1833-1852
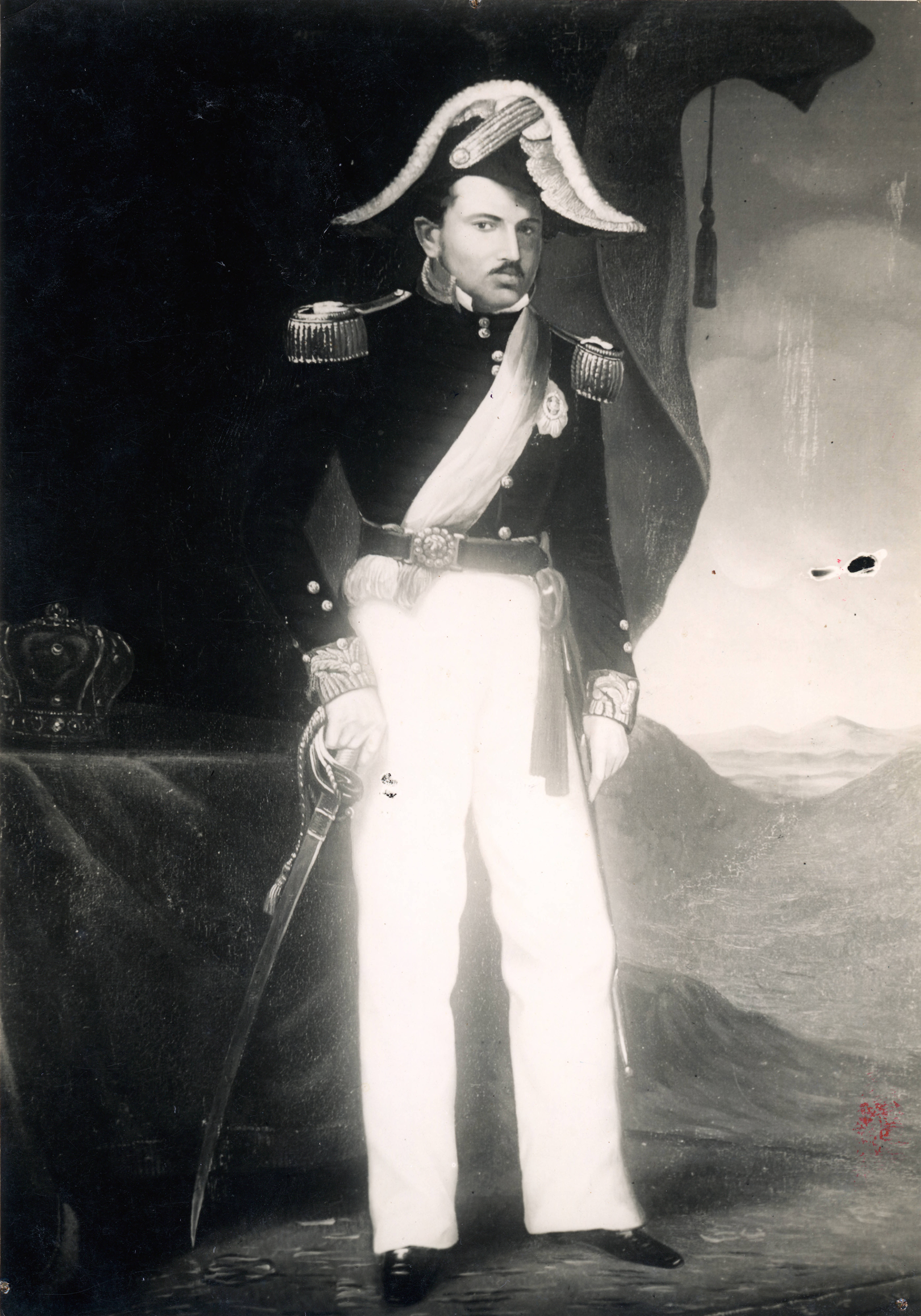
Radama II (1829-1863)
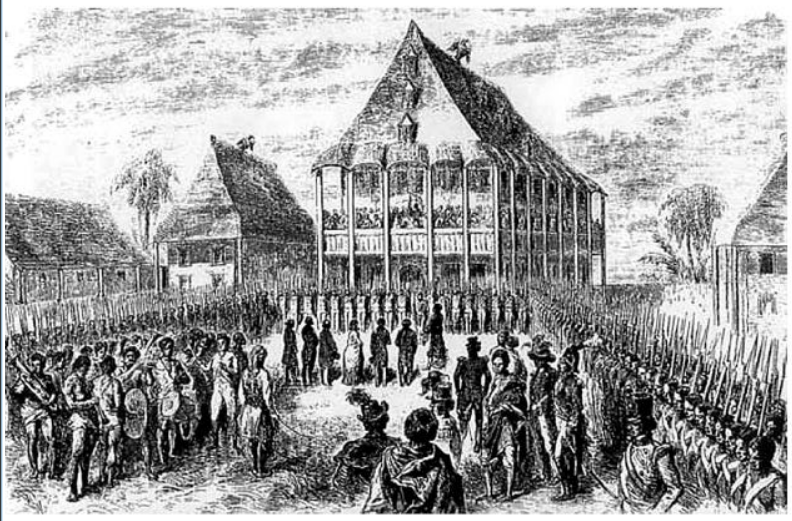
Procès en 1857 de Jean Laborde (1805-1878) et Ida Pfeiffer (1797-1858)

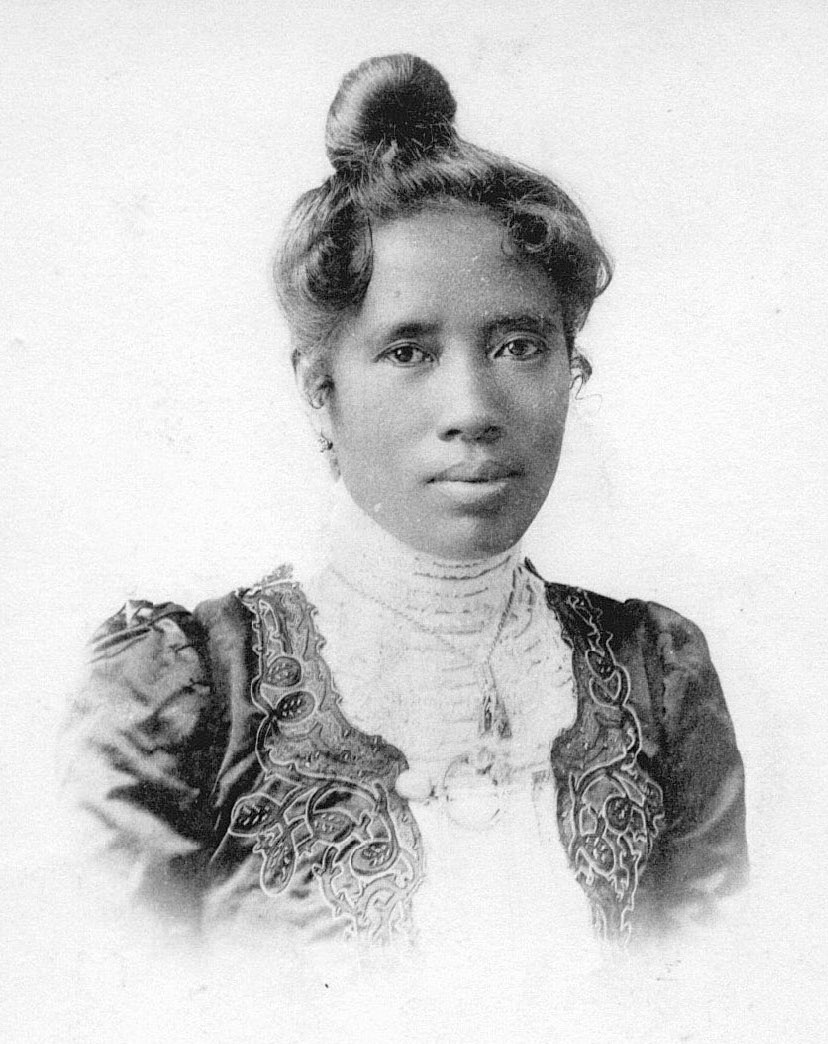
Ranavalona III (1861-1917)

À cette époque de partage du monde entre les impérialismes européens, la France envisage d'exercer davantage son influence sur Madagascar et un traité d'alliance franco-malgache est signé le 17 décembre 1885 par la reine Ranavalona III.
Des désaccords sur l'application de ce traité, servent de prétextes à l’invasion française de 1895, qui ne rencontre d'abord que peu de résistance. L’autorité du Premier ministre Rainilaiarivony, au pouvoir depuis 1864, est en effet devenue très impopulaire auprès de la population.
L'intention des Français est d'abord d'établir un simple régime de protectorat, affectant surtout le contrôle de l’économie et les relations extérieures de l’île. Mais par la suite, l’éclatement de la résistance populaire des Menalamba et l’arrivée du général Gallieni chargé de « pacifier » le pays en 1896 conduisent à l'annexion et à l'exil de la reine à Alger.

## Colonisation française et mouvement nationaliste (1895-1960)
La mission de « pacification » du général Gallieni (1896-1905) s'exerce avec brutalité. La conquête est suivie de dix ans de guerre civile larvée, due à l'insurrection des Menalamba. La « pacification » conduite par l'administration française dure plus de quinze ans, en réponse aux guérillas rurales dispersées dans le pays. Au total, la répression de cette résistance à la conquête coloniale fait environ 100 000 victimes, sur une population totale de moins de 3 millions d’habitants.
Le calme revenu, Gallieni s'applique à réaliser sa « politique des races », mettant en place dans les provinces des administrateurs locaux, en lieu et place de l'administration Mérina. D'après lui, pour gouverner efficacement Madagascar, « il y a des haines et des rivalités qu'il faut savoir démêler et utiliser à notre profit, en les opposant les unes aux autres, en nous appuyant sur les unes pour mieux vaincre les secondes. » L'esclavage est supprimé. Les autochtones, soumis au régime de l'indigénat, perdent tout droit et toute représentation spécifique. Les écoles subissent une francisation forcée et perdent une bonne partie de leurs effectifs. Par la suite, à partir surtout de 1901, le pouvoir colonial entame la « mise en valeur » de la nouvelle colonie pour le profit des colons et de la métropole en accordant de très vastes concessions à des grandes sociétés et des particuliers. Les chefs indigènes loyaux envers l'administration française se voient également accorder une partie des terres. Le travail forcé est instauré en faveur des compagnies françaises et les paysans se voient incités, à travers l'impôt, à se salarier (notamment dans les concessions coloniales) au détriment des petites exploitations individuelles. Sur emprunt public, une voie ferrée est démarrée : la ligne Tananarive-Tamatave est ouverte en 1913 et devient l'axe essentiel du développement de l'économie malgache.
Gallieni porte une attention particulière au domaine de la santé : ouverture d'une École de Médecine en 1897 pour la formation de médecins auxiliaires, fondation d'un Institut Pasteur de Madagascar en 1899 pour la prophylaxie de la variole et de la peste, création de l'A.M.I. en 1902 pour des soins gratuits aux populations.[réf. nécessaire]

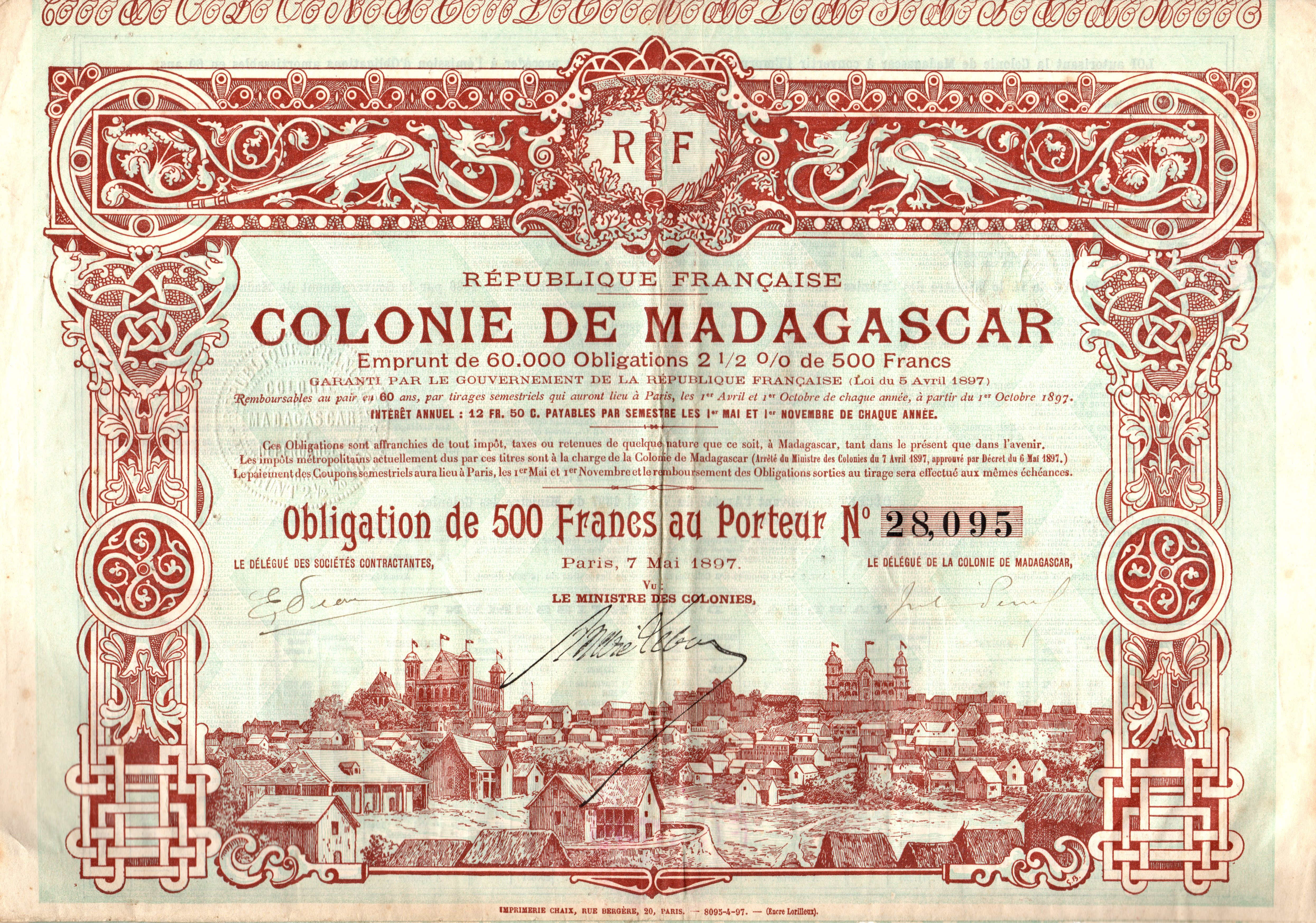
Obligation de la colonie française de Madagascar en date du 7 mai 1897
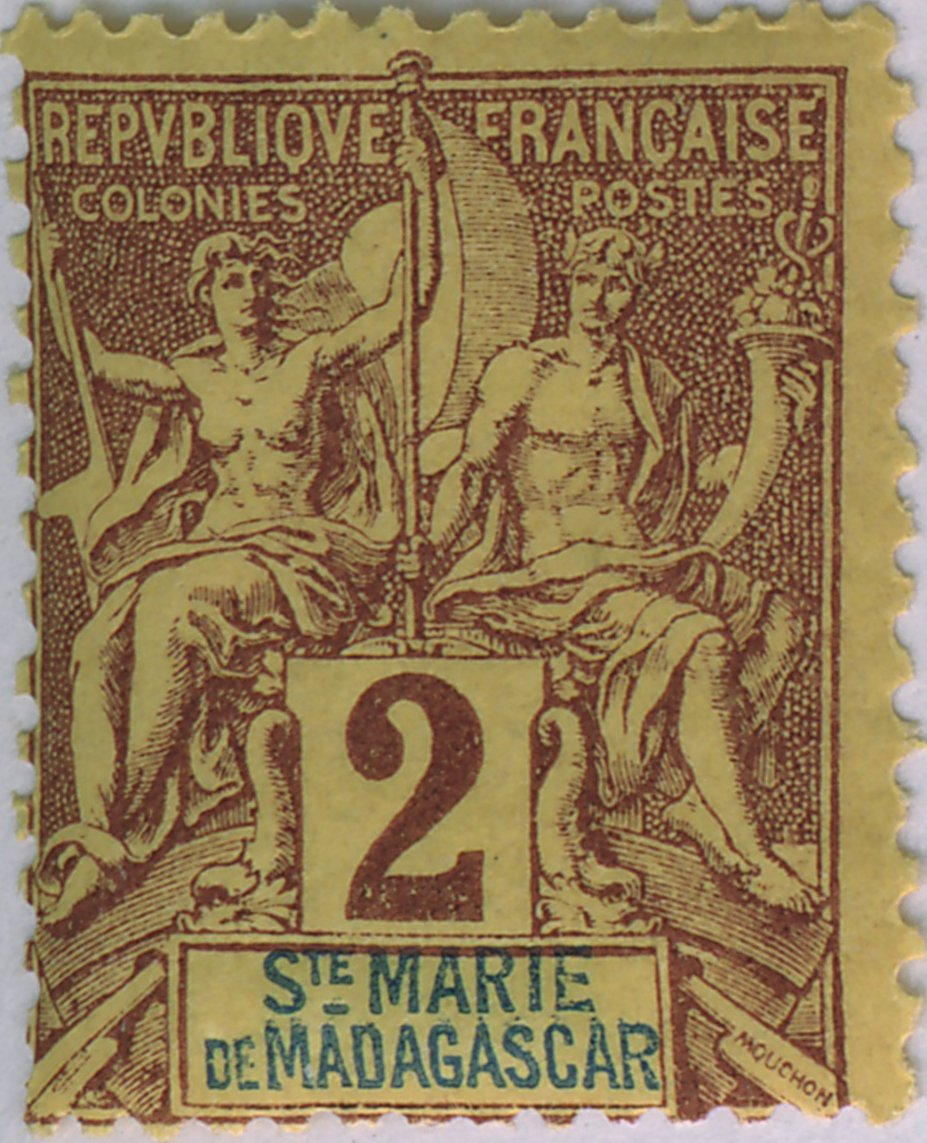
Timbre postal de la colonie française de Madagascar.
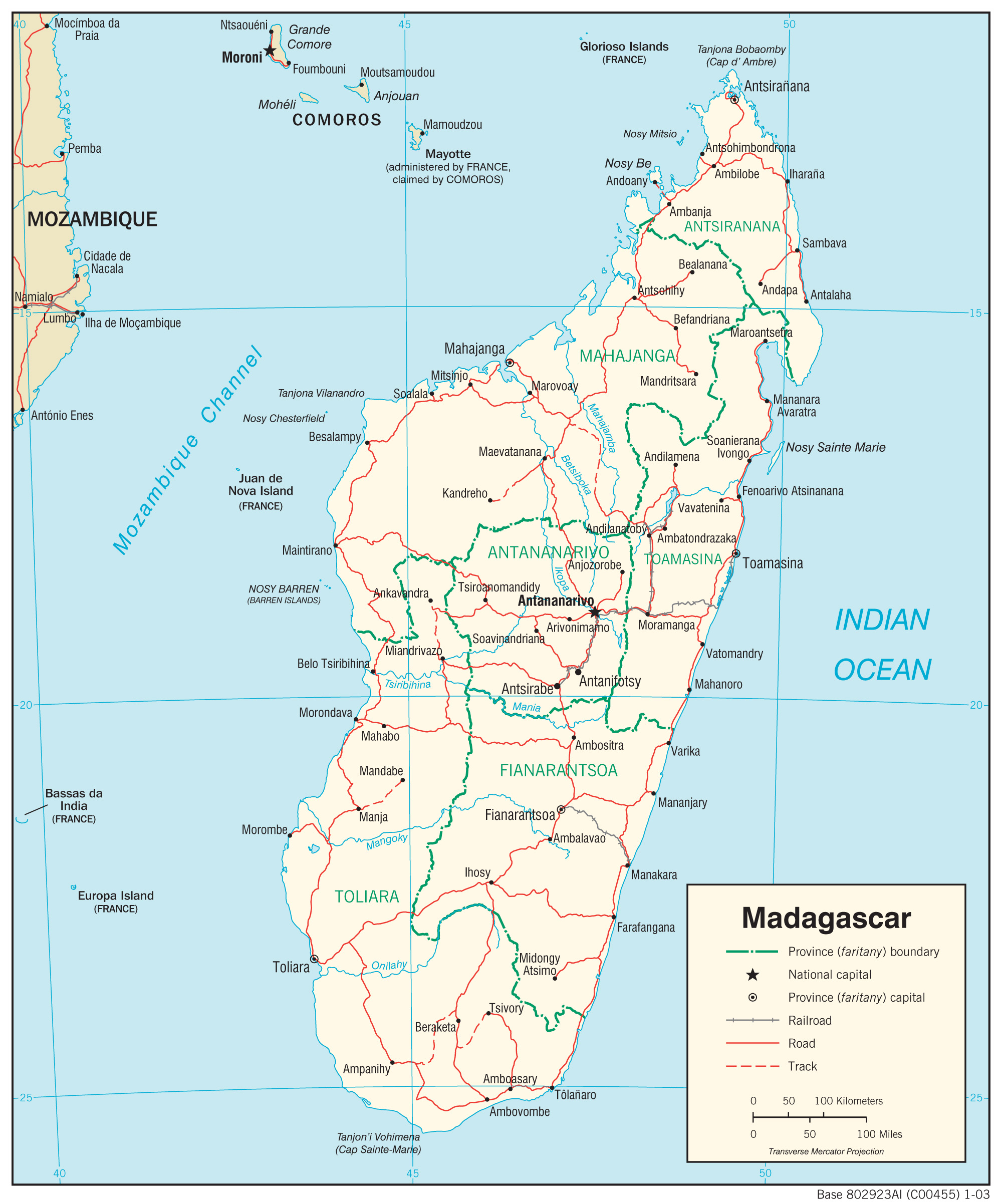
Carte des transports terrestres à Madagascar.
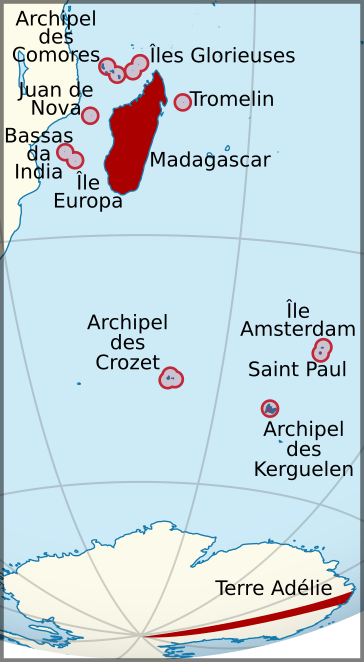
Madagascar et dépendances

Durant la Première Guerre mondiale, les autorités françaises enrôlent 41 000 Malgaches dans des unités combattantes et 2 400 meurent au combat. Parmi les survivants, certains étaient porteurs de la grippe espagnole qu'ils propagent en revenant à Madagascar provoquant la disparition de plusieurs dizaines de milliers de personnes, en particulier sur les hautes terres dont une multitude de villages allaient être désertés. Entretemps apparut, en 1915, un premier mouvement de résistance, celui des VVS (Vy Vato Sakelika) qui subit aussitôt une violente répression. Ce mouvement nationaliste se développa ensuite vers la fin des années vingt sous l’impulsion de Ralaimongo (1884-1943) et de Ravoahangy (1893-1970, député français 1946-1951) (Ligue malgache pour l'accession des indigènes de Madagascar à la citoyenneté française). Ses méthodes restèrent toutefois légalistes, malgré la constance de la répression.
À partir de 1920, le plan Albert Sarraut permet de réaliser des équipements d'infrastructure : 14 500 km de réseau routier, aménagement des ports de Tamatave détruit en 1927 par un cyclone et de Diego-Suarez, ajout de voies ferrées vers Antsirabé et Lac Alaotra (1923) et ligne Fianarantsoa-Manakara (1936). Les investissements privés suivent dans le domaine agricole (café, riz, vanille, girofle), minier (graphite, mica) et industriel (rizeries, sucreries, conserveries, travail du bois). Ces transformations entraînent l'insertion de la Grande Ile dans les circuits économiques internationaux et des mutations importantes de la société malgache.
La période coloniale est toutefois accompagnée de mouvements de lutte pour l'indépendance : les Menalamba, les Vy Vato Sakelika, le Mouvement démocratique de la rénovation malgache (MDRM). En 1927, d’importantes manifestations sont organisées à Antananarivo, notamment à l'initiative du militant communiste François Vittori, emprisonné à la suite de cette action. Les années 1930 voient le mouvement anti-colonial malgache gagner encore en dynamisme. Le syndicalisme malgache commence à apparaître dans la clandestinité et le Parti communiste de la région de Madagascar se constitue. Mais dès 1939, toutes les organisations sont dissoutes par l’administration de la colonie, qui opte pour le régime de Vichy. Le MDRM est lui accusé par le régime colonial d'être à l'origine de l'insurrection de 1947 et sera poursuivi par de violentes répressions.
Durant la Seconde Guerre mondiale, en mai 1942, Madagascar est envahi par les troupes britanniques, ce qui achève de miner le prestige de la France aux yeux des indigènes, même si le pouvoir est remis aux représentants de la France libre. Les hostilités entre Britanniques et Français vichystes ne cessent qu'en novembre 1942 : ce n'est que trois mois plus tard, en janvier 1943, que le pouvoir est ensuite remis au général Paul Legentilhomme, représentant de la France libre. Les Malgaches contribuèrent ensuite à l'effort de guerre en maintenant la production du riz et en augmentant celle du café.
- Ethnologie et ethnographie de Madagascar[33],[34],[35] :
- Anthropologie de Madagascar[36]

## Guerre d'indépendance (1946-1960)

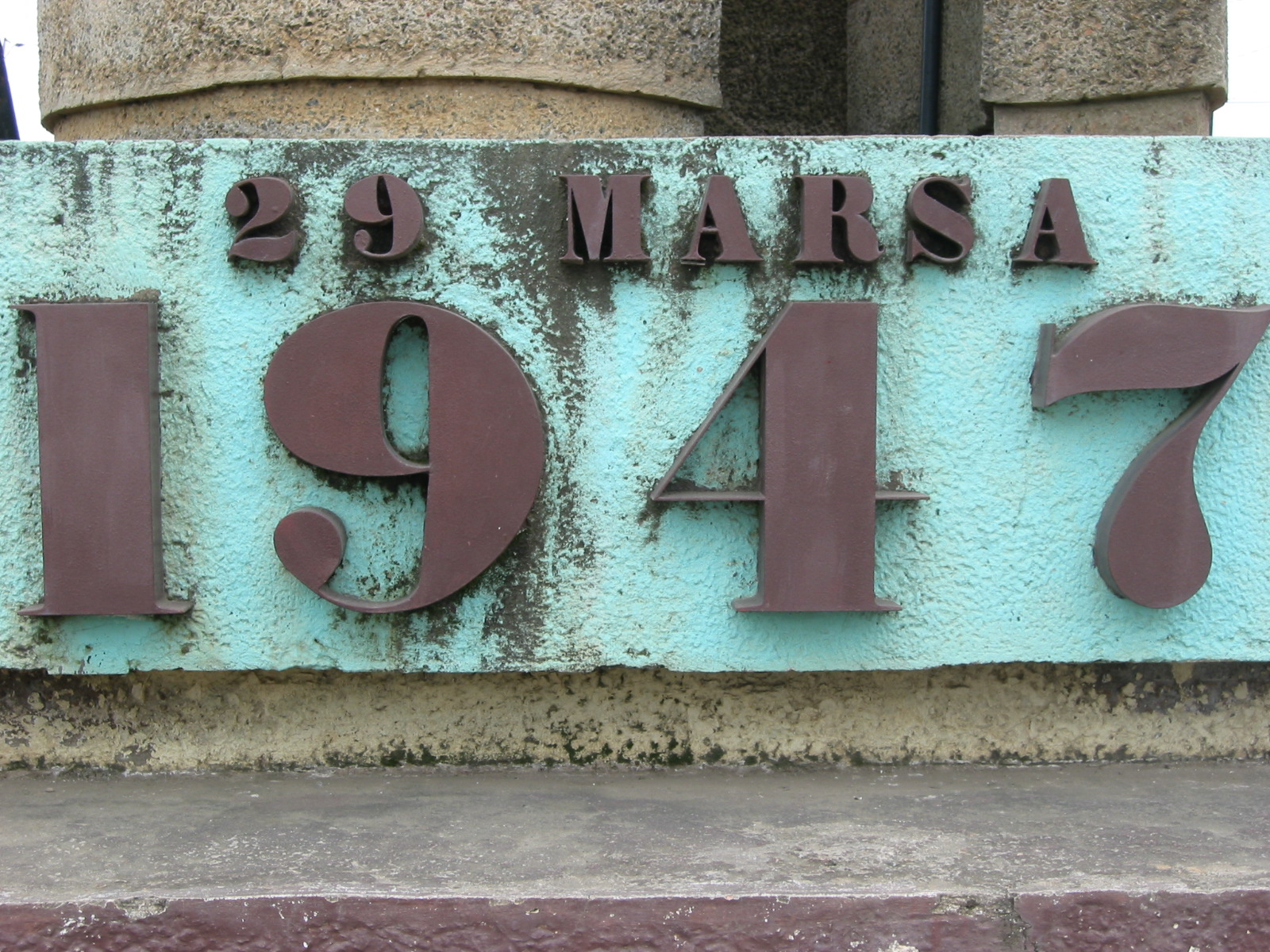
Monument commémoratif de l'insurrection de 1947.

À partir de 1946, le combat pour la restauration de l’indépendance est mené par le Mouvement démocratique pour la rénovation malgache (MDRM), dirigé notamment par Joseph Raseta (1886-1979), Joseph Ravoahangy  (1893-1970, député français 1946-1951) et Jacques Rabemananjara (1913-2005). Ravoahangy et Raseta vont devenir les premiers députés malgaches de l’Assemblée constituante française. Pour le contrer, les Français encouragent le développement du Parti des déshérités de Madagascar (PADESM), un parti anti-indépendantiste regroupant uniquement les Mainti-enindreny et les Tanindrana ou Côtiers.
L’éclatement de l'insurrection de 1947 est matée par une violente répression des autorités coloniales françaises entraînant la mort de plusieurs dizaines de milliers de personnes environ et qui servira de prétexte à la dissolution du MDRM par les autorités françaises. La répression s'accompagne d'exécutions sommaires, de tortures, de regroupements forcés et d'incendies de villages. L'armée française expérimente la « guerre psychologique » : des suspects sont jetés, vivants, depuis des avions afin de terroriser les villageois dans les régions d’opération. Selon l'historien Jean Fremigacci le bilan s'établit ainsi : jusqu'à deux mille civils tués par les insurgés ; mille à deux mille civils tués par des soldats français ; cinq à six mille insurgés tués au combat ; vingt à trente mille insurgés morts de malnutrition ou de maladie. Il reste que cette querelle de chiffres, en l'absence d'archives précises, ne peut être tranchée avec certitude, et que ces estimations détaillées, rapportées à près de soixante années de distance, posent la question de leur fiabilité.
De 1947 à 1960, grâce au Fonds d'investissement pour le développement économique et social (FIDES), l'économie malgache reçoit 57 milliards de francs CFA qui seront investis dans l'outillage et la production agricole, les infrastructures et l'équipement social. Le commerce restera surtout orienté vers la France et la balance commerciale sera régulièrement déficitaire. Par le jeu des banques et des sociétés de navigation et de commerce, les Français tiennent l'économie.
Après leur défaite en Indochine en 1954 cependant, les Français sont obligés d’envisager la possibilité de l’accession de leurs autres colonies à l’indépendance. C’est ainsi que la loi-cadre Defferre, prévoyant le transfert du pouvoir exécutif aux autorités locales est mise en place en 1956. Ceci permet en juillet 1958 l’accès à la tête du gouvernement de Philibert Tsiranana, un ancien leader du PADESM, devenu député en 1956. Le 14 octobre de la même année, la République malgache est instituée par le pouvoir colonial, suivie le 26 juin 1960 de la proclamation de l’indépendance.

## République malgache (1960-présent)

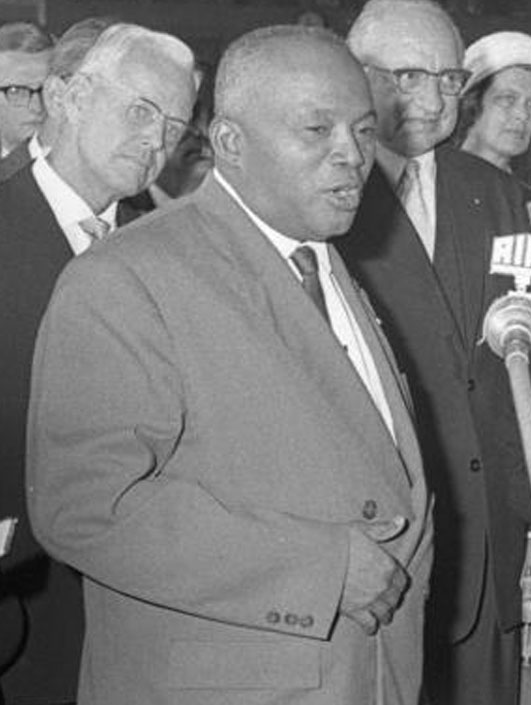
Philibert Tsiranana 1959-1972
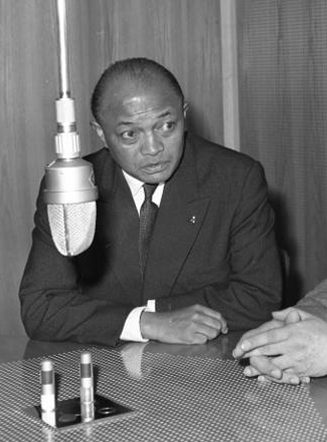
Gabriel Ramanantsoa 1972-1975
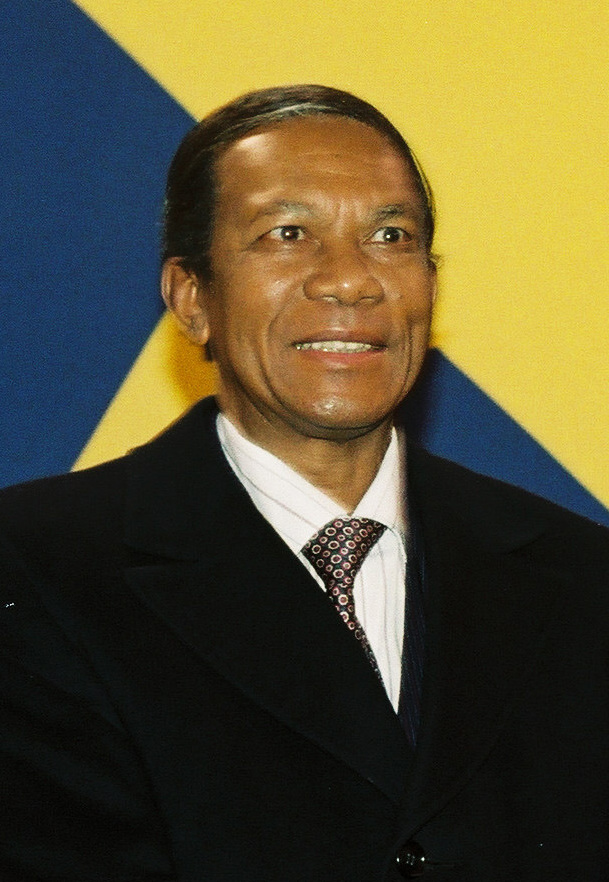
Didier Ratsiraka 1975-1993 1997-2002
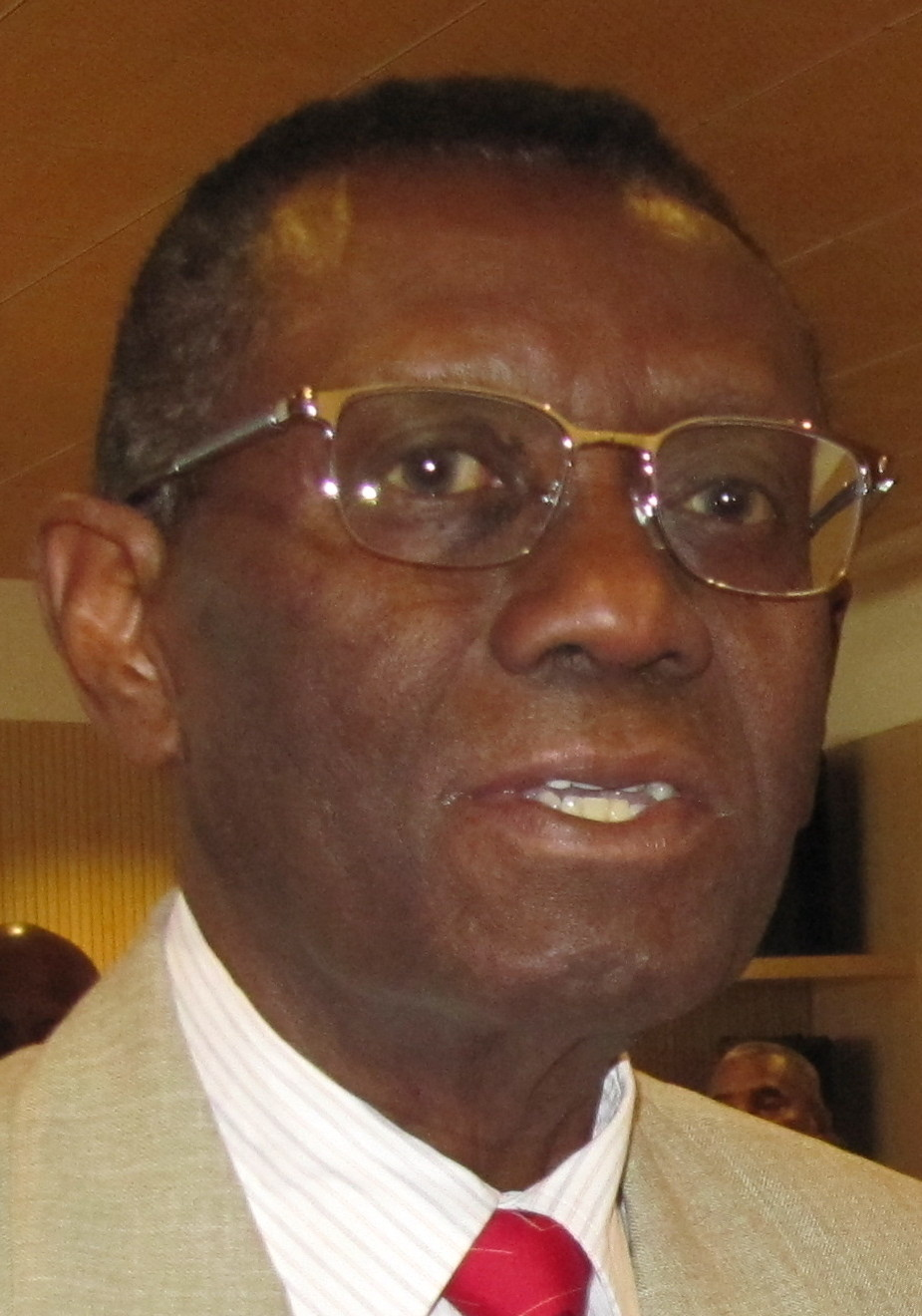
Albert Zafy 1993-1996
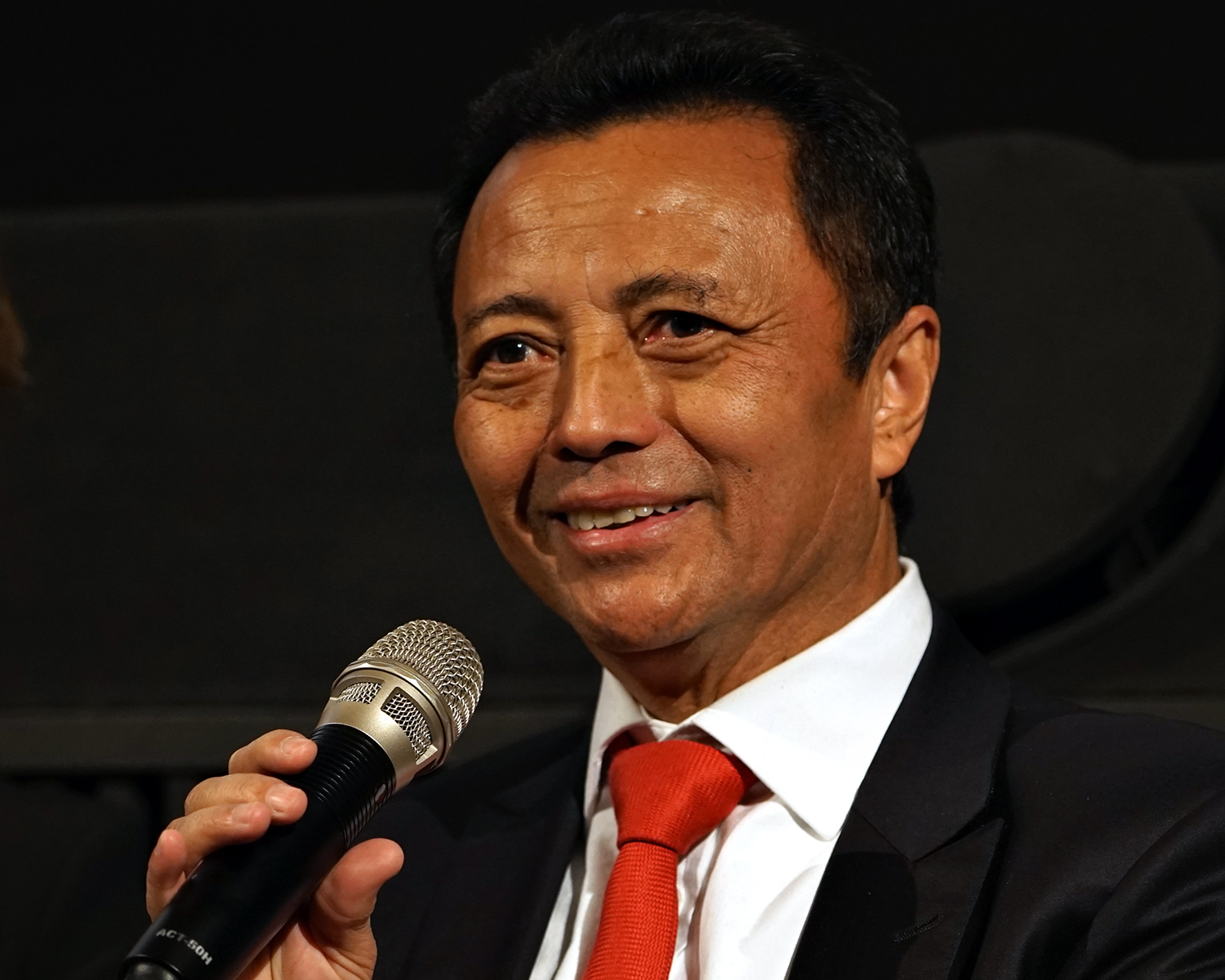
Marc Ravalomanana 2002-2009
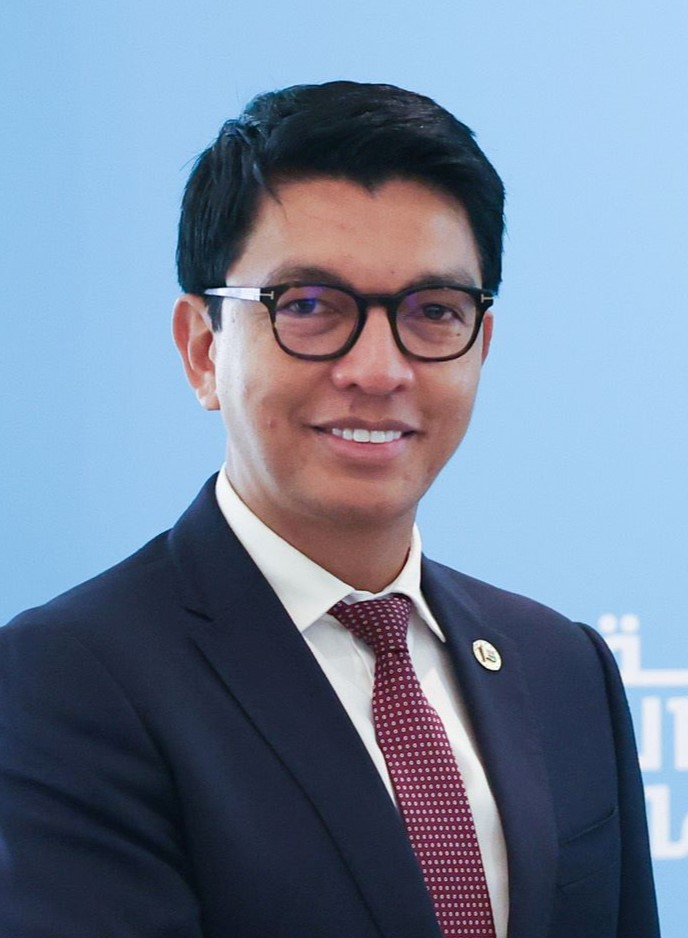
Andry Rajoelina 2009-2014 2018-2023 2023-présent
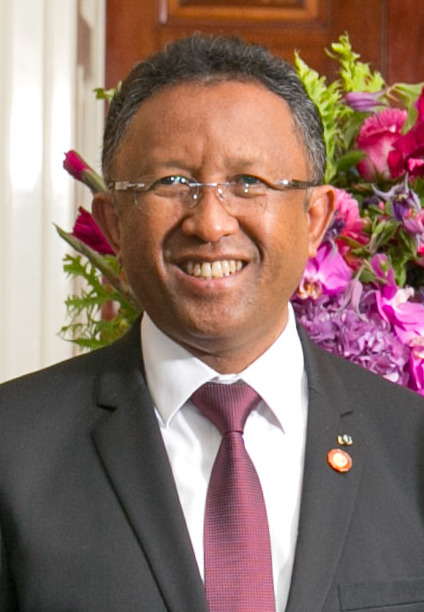
Hery Rajaonarimampianina 2014-2018

Sous la présidence de Philibert Tsiranana de 1959 à 1972, les Français continuent à exercer une domination sur l’administration et l’armée de la nouvelle république, ainsi que sur les activités économiques et la vie culturelle. En 1972 cependant, la révolte des étudiants, massivement appuyée par les lycéens et le monde ouvrier de la province de Tananarive, aboutit à la chute du régime. Le général Ramanantsoa, chef de l’état-major se voit confier par la rue les rênes du pouvoir. Mais celui-ci ne réussit pas à affermir son autorité et, confronté à l’aggravation des troubles et au risque d’éclatement du pays, préfère se retirer au début de 1975 en abandonnant le pouvoir aux mains du colonel Ratsimandrava, qui est assassiné au bout d’une semaine. Au terme enfin d’une instabilité de plusieurs mois, une conjuration militaire place à la tête de l’État le capitaine de corvette Ratsiraka, qui était chargé du ministère des Affaires étrangères sous le gouvernement de Ramanantsoa.
Une revendication sur les îlots des éparses, autrefois rattaché au protectorat français de Madagascar, a été émise  par Madagascar en 1973.
Dès son accès au pouvoir, Didier Ratsiraka proclame sa volonté d’instaurer un régime « révolutionnaire », proche du « bloc de l'Est », sous l’égide d’une Deuxième République, la République démocratique malgache. De nombreux secteurs de l’économie sont ainsi nationalisés et un parti unique, l’Avant-garde de la révolution malgache (AREMA) domine toute la vie politique. Découragés, les investisseurs se retirent, entraînant une dégradation rapide de l’activité économique et une aggravation de la paupérisation. Des troubles, chaque fois durement réprimés éclatent alors un peu partout, achevant de démoraliser la population. Au bout d’une quinzaine d’années de ce régime, Madagascar se retrouve parmi les pays les plus pauvres de la planète.
La résistance au régime ne devient véritablement efficace qu’au début des années 1990, sous l’impulsion du mouvement Hery Velona (Forces Vives) qui réussit en février 1993 à faire tomber Ratsiraka. Le nouveau président, Albert Zafy, procède aussitôt à une libéralisation forcenée de toutes les institutions dans le cadre d’une Troisième République. Mais la situation, au lieu de s’améliorer se dégrade davantage encore. Les investisseurs boudent Madagascar, d'autant que le pouvoir même est paralysé par les intrigues entre les clans rivaux dominant le Parlement, sur fond de corruption généralisée. Tout ceci aboutit à la destitution de Zafy par la Haute Cour constitutionnelle (HCC) le 5 septembre 1996, la gestion du pouvoir étant confiée en interim au Premier ministre Norbert Ratsirahonana.
La nouvelle élection présidentielle qui se termine le 31 janvier 1997 consacre le retour de Didier Ratsiraka au pouvoir pour cinq ans. En 1998, celui-ci organise un référendum renforçant le pouvoir présidentiel tout en procédant à la mise en place des « provinces autonomes » qui demeurent en fait sous son contrôle direct.

### Années 2000

#### Présidence Marc Ravalomanana (2002-2009)
Le résultat de l'élection de décembre 2001 est contesté entre Didier Ratsikara et Marc Ravalomanana, maire de Tananarive. Marc Ravalomanana devient président à l'issue d'une crise politique qui dure tout le premier semestre 2002. Sous prétexte de controverse sur les résultats du premier tour de l’élection présidentielle du 16 décembre 2001, Marc Ravalomanana se fait proclamer vainqueur au premier tour, puis est installé Président de la République le 22 février 2002. Un recomptage des voix prévu par les Accords de Dakar permet d’attribuer officiellement à Marc Ravalomanana la victoire au premier tour qu’il revendiquait. Didier Ratsiraka quitte Madagascar en juillet 2002 pour la France et l'élection de Marc Ravalomanana est reconnue par la France et les États-Unis
Après avoir lancé la reconstruction de routes et d'une partie des infrastructures du pays, Marc Ravalomanana est réélu lors de l'élection du 3 décembre 2006 en gagnant au premier tour avec la majorité absolue devant 13 autres prétendants, et est investi de nouveau président de la République de Madagascar pour un nouveau mandat de 5 ans.
Il appelle de nouveau les Malgaches aux urnes pour le 4 avril 2007 pour un référendum qui a pour objet principal la suppression des six « provinces autonomes » et l'instauration des « régions » au nombre de 22.

#### Présidence Andry Rajoelina (2009-2014)
À partir de janvier 2009, une crise politique entre le maire de la capitale Andry Rajoelina et le président Marc Ravalomanana fait une centaine de victimes. Le 16 mars 2009, le président Marc Ravalomanana démissionne. Il transfère les pleins pouvoirs à un Directoire militaire composé des plus hauts gradés de l'Armée malgache, en lieu et place du président du Sénat comme le prévoyait la constitution, lequel directoire (re)transfère le jour même le pouvoir à Andry Rajoelina. Cette prise de pouvoir, validée par la Haute Cour Constitutionnelle malgache (HCC), est toutefois considérée par une grande partie de la Communauté internationale comme un coup d'État. Du 17 mars 2009 au 25 janvier 2014, Andry Rajoelina dirige l’État malgache sous le régime de la Transition.

#### Présidence Hery Rajaonarimampianina (2014-2018)
L’élection présidentielle malgache de 2013 fait de Hery Rajaonarimampianina le président de la IVe république et son Premier ministre est Roger Kolo. Mais Hery Rajaonarimampianina, qui remporte cette élection considérée par les observateurs comme démocratique, dispose alors du soutien politique d'Andry Rajoelina, avec qui il est conduit à prendre progressivement ses distances.
Le nouveau président manque dès lors de soutien politique tout en étant confronté à une ploutocratie aux commandes du pays. La crise politique est doublée d'une crise économique persistante. Le 14 janvier 2015, le général de brigade aérienne Jean Ravelonarivo est nommé Premier ministre en remplacement de Roger Kolo. En mai 2015, le président est destitué par l’Assemblée nationale, mais la décision est ensuite annulée par la justice malgache. Olivier Mahafaly Solonandrasana (1964-) remplace Jean Ravelonarivo (1959-) le 10 avril 2016, mais pour calmer le pays en proie aux émeutes, il est contraint à la démission et remplacé par Christian Ntsay le 4 juin 2018.

#### Présidence Andry Rajoelina (2019-présent)
Les élections de décembre 2018 portent au pouvoir pour 5 ans Andry Rajoelina.
Celui-ci remporte également les élections législatives de mai 2019 et obtient la majoprité absolue à l'Assemblée nationale.
En juin 2025, la Commission mixte franco-malgache se réunissent, cette commission est chargée de statuer sur la restitution des îles Éparses à Madagascar.